# Jednoděložné
Jednoděložné rostliny (Liliopsida, Monocotyledonae) jsou třídou krytosemenných rostlin. Přestože jde o velice pestrou skupinu, jsou jednoděložné dobře rozpoznatelné na základě řady znaků, které spolu sdílejí. Především je v jejich semenech přítomna jen jediná děloha, nikoli dvě, jak je u ostatních krytosemenných běžné. Jsou to primárně byliny bez schopnosti druhotně tloustnout pomocí kambia. Jejich květy jsou trojčetné nebo od trojčetných odvozené redukcí či pomnožením některých květních orgánů. Nenacházíme u nich hlavní kořen, ale kořeny adventivní, které jej záhy nahradí. Listy jednoděložných bývají protáhlé a vybavené souběžnou žilnatinou. Nutno dodat, že takřka ze všech těchto pravidel existují výjimky, ale i tak jsou jednoděložné komplexem těchto (a dalších, detailnějších) znaků tak dobře morfologicky vymezeny, že byly jako přirozená, monofyletická skupina krytosemenných rozpoznány dávno před nástupem molekulárně biologických metod a moderní fylogenetiky.
Podle nejmodernějšího taxonomického systému (APG IV) sem patří 11 řádů, 77 čeledí a asi 60 100 druhů, celkově asi jedna čtvrtina všech krytosemenných. Nejpočetnějšími čeleděmi jsou vstavačovité (Orchidaceae) s asi 880 rody a 21 950 druhy a lipnicovité (Poaceae) s asi 668 rody, 10 025 druhy (2. a 4. nejpočetnější čeleď celých krytosemenných), dohromady tedy zahrnují asi polovinu všech jednoděložných. Zejména lipnicovité, tedy trávy, jsou ekologicky nesmírně významnou skupinou: dominují rozsáhlým územím stepí a savan (a mají důležitou roli i v dalších ekosystémech) a staly se ve formě obilnin základem lidské potravinové základny.

## Znaky

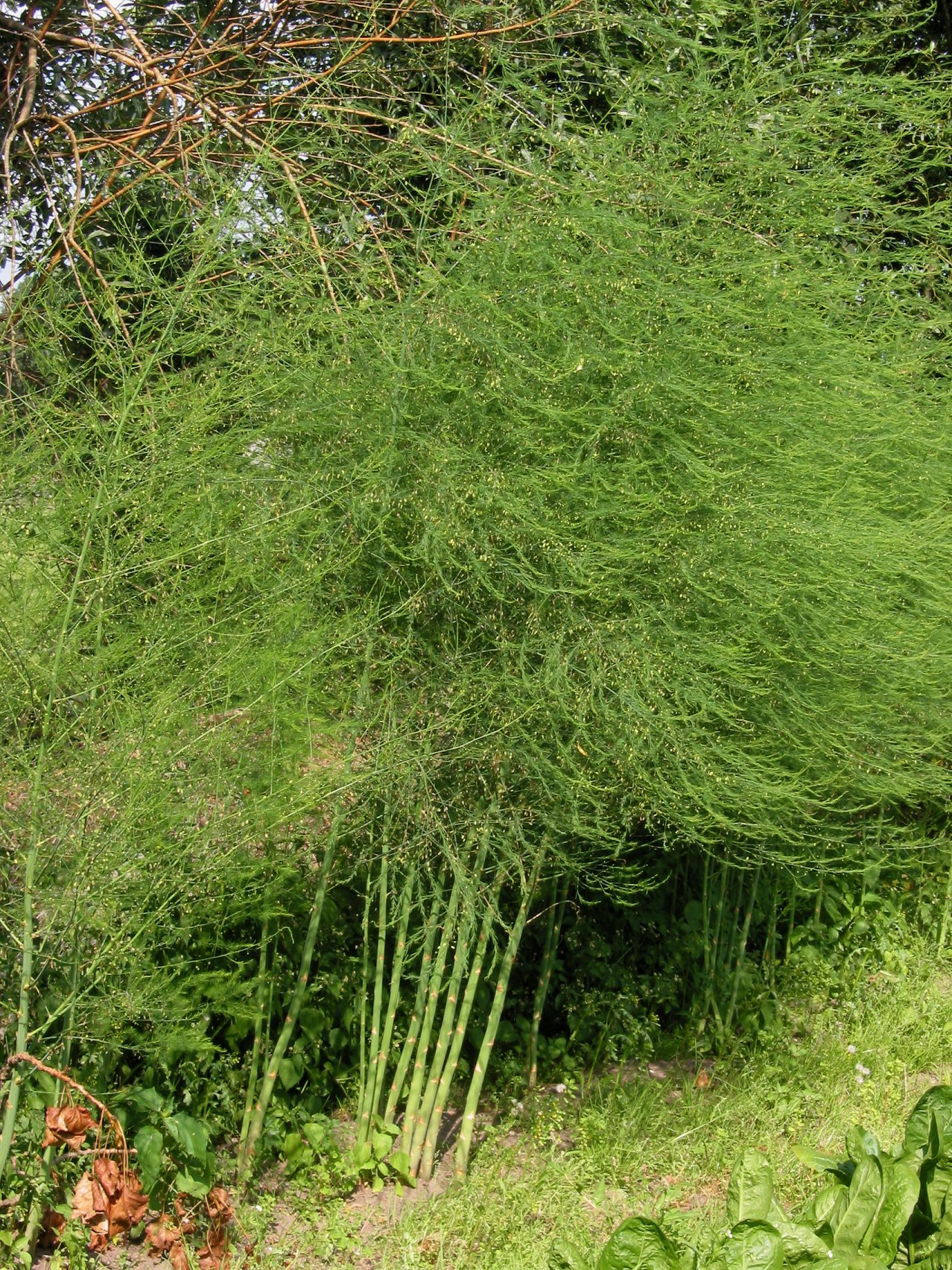
Chřest lékařský (Asparagus officinalis)

Jednoděložné rostliny jsou převážně vytrvalé byliny, řidčeji jednoleté, popř. dvouleté. Jejich stonky druhotně netloustnou. Cévní svazky stonku jsou roztroušené (ataktostélé). Přesto v rámci jednoděložných vyvinuly i dřeviny, keře až stromy, i když jsou hodně odlišné od stromů vyšších dvouděložných. Příkladem jsou např. palmy (Arecaceae), u nich a dalších podobných rostlin se vyskytuje tzv. atypické tloustnutí. Dalším příkladem je rostlina žlutokap (Xanthorrhoea), pandánovité (Pandanaceae), některé Dasypogonaceae, dračince (Dracaena), dračinky (Cordyline) nebo juky (Yucca). Netypickou dřevinou zcela odlišného charakteru je vlastně i bambus (Bambussa). Jednoděložné jsou převážně pozemní vzpřímené rostliny, ale někdy to mohou být i plazivé rostliny, občas i liány, příkladem je např. přestup (Smilax) nebo četné smldincovité (Dioscoreaceae). Mezi epifyty patří četní zástupci čeledi bromeliovité (Bromeliaceae).
Většina jednoděložných jsou autotrofní zelené fotosyntetizující rostliny, ale jsou zde i zástupci nezelení, vyživující se heterotrofně, např. čeledi Thismiaceae, Corsiaceae, Triuridaceae, ale i některé vstavačovité (Orchidaceae), třeba hlístník hnízdák (Neottia nidus-avis). U vytrvalých rostlin se často vytváří oddenek, někdy hlízy, pro jiné zástupce jsou typické cibule, např. čeleď liliovité (Liliaceae). Typickým znakem jednoděložných (ostatně dal jim název) je přítomnost jedné dělohy. Primární kořen rychle zaniká a je nahrazen adventivními.

### Listy
Listy jsou převážně jednoduché, pravé složené listy jsou u jednoděložných celkem vzácné, zpravidla jsou střídavé, řidčeji jsou vstřícné nebo v přeslenech. Často se vytváří přízemní růžice a rostlina může mít i charakter stvolu, někdy se vytváří růžice vrcholová, jindy se růžice nevytváří. Pro jednoděložné jsou typické listy přisedlé s listovými pochvami. U některých zástupců jsou však i listy řapíkaté, příkladem je árón, četné zázvorníkotvaré (Zingiberales) nebo palmy (Arecaceae) a pochvy mohou někdy také chybět.
Čepel je většinou nedělená, řidčeji dlanitě (např. Cyclanthaceae) nebo zpeřeně dělená. Může být různého tvaru, od čárkovité po vejčitou, většinou je celokrajná, řidčeji (často ostnitě) pilovitá. Typickým znakem jednoděložných je souběžná až rovnoběžná žilnatina, neplatí to ale vždy, jsou mezi nimi i četní zástupci s žilnatinou zpeřenou (banánovník, Musa) nebo dlanitou (některé Cyclanthaceae), u některých zástupců najdeme i síťovitou žilnatinu typickou spíše pro dvouděložné, např. árón (Arum) či přestup (Smilax).
Listy jsou většinou dobře vyvinuty (kromě nezelených zástupců), ale i u zelených zástupců mohou být redukované na pochvy a fotosyntetickou funkci přebírá pak stonek, např. četní zástupci čeledi Restionaceae, ale i sítina rozkladitá (Juncus effusus) nebo bahnička (Eleocharis). Jinde jsou listy šupinovité a jejich funkci nahrazují útvary stonkového původu zvané fylokladia, dobrým příkladem je listnatec (Ruscus) nebo chřest (Asparagus). Palisty u jednoděložných nejsou, s výjimkou např. rdestu (Potamogeton). Na rozhraní čepele a listové pochvy může být jazýček, např. u lipnicovitých (Poaceae).

### Květy a plody

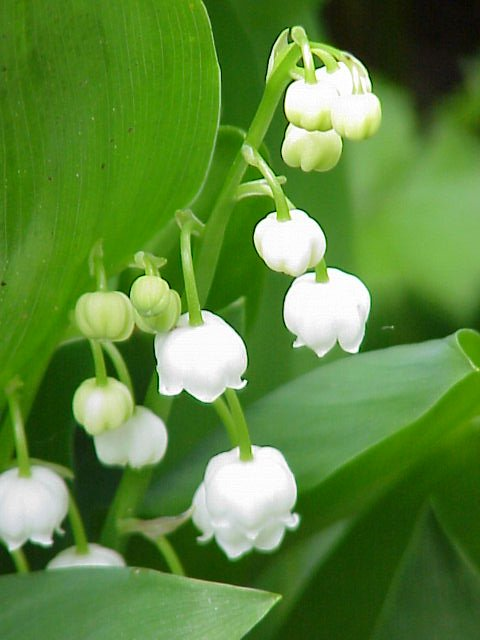
Detail květu konvalinky vonné

Květy jsou většinou uspořádány v květenstvích různého druhu, někdy i ve složených květenstvích, řidčeji jsou jednotlivé. V květenství jsou často přítomny listeny a listénce. Květy jsou nejčastěji pentacyklické (v 5 kruzích, 2 kruhy okvětí, 2 kruhy tyčinek, 1 kruh gyneceum), většinou aktinomorfní (pravidelné, souměrné podle více rovin), někdy ale mohou být zygomorfní (souměrné podle jedné roviny), např. u vstavačovitých (Orchidaceae) a četných zástupců řádu zázvorníkotvaré (Zingiberales), zřídka jsou zcela asymetrické, např. dosna (Canna).
Pro jednoděložné jsou typické květy trojčetné, kdy květní části (okvětí, tyčinky, gyneceum) jsou v násobcích čísla 3. V typickém případě to je 6 okvětních lístků ve 2 přeslenech. Jsou známy samozřejmě různé odchylky od tohoto základního schématu, např. jeden kruh okvětí může chybět a pak jsou okvětní lístky jen 3 nebo může být okvětí zakrnělé či zcela chybět atd. Vzácně mohou být květní části i v násobcích 4 (jinak typické spíš pro dvouděložné), např. rdest (Potamogeton) má 4 okvětní lístky a 4 tyčinky.
Dalším znakem jednoděložných je, že okvětí není rozlišené na kalich a korunu a okvětní lístky jsou v obou kruzích podobné a barevné. Někdy jsou ale méně nebo více rozdílné a u některých zástupců je dělení na kalich a korunu naznačeno, příkladem je šmel okoličnatý (Butomus umbellatus), nebo jsou kalich a koruna zcela rozlišeny, např. u broméliovitých (Bromeliaceae). Okvětí může být volné nebo srostlé v okvětní trubku (konvalinka, Convallaria), někdy může 1 kruh chybět a okvětní lístky jsou pak jen 3, ale jsou i zástupci s jiným počtem. V některých případech je okvětí různým způsobem redukované až chybí. Obojí je časté v řádu lipnicotvaré (Poales), např. čeledi lipnicovité (Poaceae) nebo šáchorovité (Cyperaceae).
Mezi jednoděložnými jsou jednodomé i dvoudomé rostliny, květy mohou být jednopohlavné nebo oboupohlavné popř. mnohomanželné. Tyčinek je většinou 6 nebo 3, ale někdy i jiný počet, mohou být volné nebo všelijak srostlé. Někdy jsou některé tyčinky přeměněny na staminodia, která mohou být i petaloidní (napodobují korunu), časté to je např. v řádu zázvorníkotvaré (Zingiberales). Pylová zrna jsou většinou monosulkátní popř. monoporátní, tedy s 1 štěrbinou či pórem v exině (vnější obal pylového zrna), kudy klíčí pylová láčka. Opylení probíhá většinou pomocí hmyzu (entomogamie) nebo větru (anemogamie), v tropech i ptáky (ornitogamie) či letouny (chiropterogamie) a u některých vodních rostlin probíhá opylení vodou (hydrogamie). Gyneceum je srostlé nejčastěji ze 3 plodolistů, řidčeji z jiného počtu, většinou je synkarpní, řidčeji apokarpní (častěji v řádu žabníkotvaré), semeník může být svrchní, spodní i polospodní. Plodem bývá nejčastěji bobule nebo tobolka, někdy i obilka, nažka, peckovice, měchýřek (ten je častější u žabníkotvarých).

## Rozdíly oproti dvouděložným

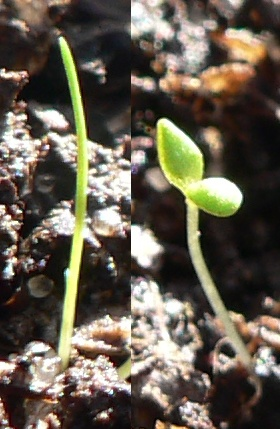
Klíčící jednoděložná rostlina (vlevo) a dvouděložná rostlina (vpravo)

Jednoděložné rostliny mají několik společných znaků, kterými se liší od rostlin dvouděložných. Žádný z nich však neplatí absolutně, většinou jsou na obou stranách výjimky, u některého znaku velmi vzácné, jindy jsou výjimky četnější. Pro spolehlivé odlišení, zda se jedná o rostlinu jednoděložnou, nebo dvouděložnou, je nutné porovnat více znaků.
- Počet děloh. Jedná se o důležitý znak, který dal ostatně skupinám jméno. Jednoděložné mají jednu dělohu, dvouděložné dvě. Výjimkou jsou některé zvláštnosti, dělohy mohou chybět nebo může být u některých dvouděložných jedna zakrnělá. Zvláštností jsou některé nižší dvouděložné, jako např. leknín (Nymphaea), který má 1 dělohu se 2 laloky, která je většinou interpretována jako 2 srostlé dělohy, ale může se také jednat o přechodný typ mezi jednoděložnými a dvouděložnými.[5]
- Struktura pylového zrna. Pylová zrna mají tzv. apertury, tedy tenká místa v exině (vnější obal pylového zrna), kterými klíčí pylová láčka. Pylová zrna vznikají v tetrádách (po čtyřech), pól pylového zrna postavený vně tetrády se nazývá distální.[6] Jednoděložné mají nejčastěji pylová zrna tzv. monosulkátní, tedy mají jednu oválnou až štěrbinovitou aperturu v distální části,[7] což se považuje za znak původních krytosemenných,[8] popř. mají v distální části 1 pór, pylové zrno monoporátní.[9] Tyto vlastnosti sdílejí s některými nižšími dvouděložnými.[6] Zvláště vyšší dvouděložné mají zpravidla takové apertury 3, pylové zrno u nich bývá triporátní nebo trikolpátní (se třemi póry či štěrbinami), ale někdy jich může být jiný počet nebo i mnoho (polyporátní) atd.
- Cévní svazky. U jednoděložných jsou cévní svazky roztroušeny, tzv. ataktostélé, u dvouděložných jsou zpravidla uspořádány do tvaru válce, na průřezu stonkem tvoří prstenec.[8] Některé nižší dvouděložné mají ovšem uspořádání cévních svazků podobné jednoděložným.[5]
- Vývoj kořene. U dvouděložných primární kořen (radicula) pokračuje v růstu, u jednoděložných zaniká a je nahrazen kořeny adventivními, vyrůstajícími z uzlin stonku.[8]
- Tloustnutí. Stonky mnohých dvouděložných druhotně tloustnou (sekundární tloustnutí), u jednoděložných zpravidla nikoliv. Někdy se u nich objevuje atypické druhotné tloustnutí, například u některých dračinců (Dracaena), dračinek (Cordyline) nebo juk (Yucca); dřevnatění u palem, tedy arekovitých (Arecaceae, Palmae), je projevem primárního tloustnutí.
- Žilnatina listů. Jednoděložné mají většinou žilnatinu souběžnou až rovnoběžnou, kdežto dvouděložné zpeřenou či dlanitou propojenou sítí jemnějších žilek. Zde ovšem existuje mnoho výjimek, četné jednoděložné mají žilnatinou typičtější spíš pro dvouděložné.[5]
- Počet květních částí. Jednoděložné mají většinou počty květních částí v násobcích 3, zatímco dvouděložné v násobcích 4 nebo 5. Existuje ovšem více výjimek na obou stranách.[8] Jednoděložné nemají okvětí rozlišeno na zelený kalich a barevnou korunu, i zde se však najdou četnější výjimky.

## Rozšíření
Jednoděložné rostliny jsou rozšířeny po celém světě, od tropů po arktické pásmo (kromě zaledněných území). Jenom samotná čeleď lipnicovité (Poaceae) je skoro kosmopolitní. Druh Deschampsia antarctica je jedna ze dvou známých kvetoucích rostlin v Antarktidě. Největší rozmanitost jednoděložných je ovšem v tropech, dva řády pandánotvaré (Pandanales) a zázvorníkotvaré (Zingiberales) jsou téměř výhradně tropické a centrum rozšíření v tropech má více dalších skupin. Rozmanitá jsou i stanoviště, na kterých rostou. Mohou to být rostliny vodní nebo bahenní, nejvíce jich je v řádu žabníkotvaré (Alismatales), kam patří i velmi specializované vodní rostliny (okřehek, Lemna), v jiných řádech jsou vodní rostliny podstatně řidší, např. modráskovité (Pontederiaceae). Mezi žabníkotvarými jsou dokonce i mořské rostliny, což je u krytosemenných výjimkou, příkladem jsou vochovité (Zosteraceae) nebo Posidonia. Mezi jednoděložnými jsou však i četné rostliny mezických stanovišť a i extrémní xerofyty (suchomilné rostliny) polopouští a pouští, například četné trávy, popř. i sukulenty, např. agáve (Agave) nebo aloe (Aloë).

## Evoluce

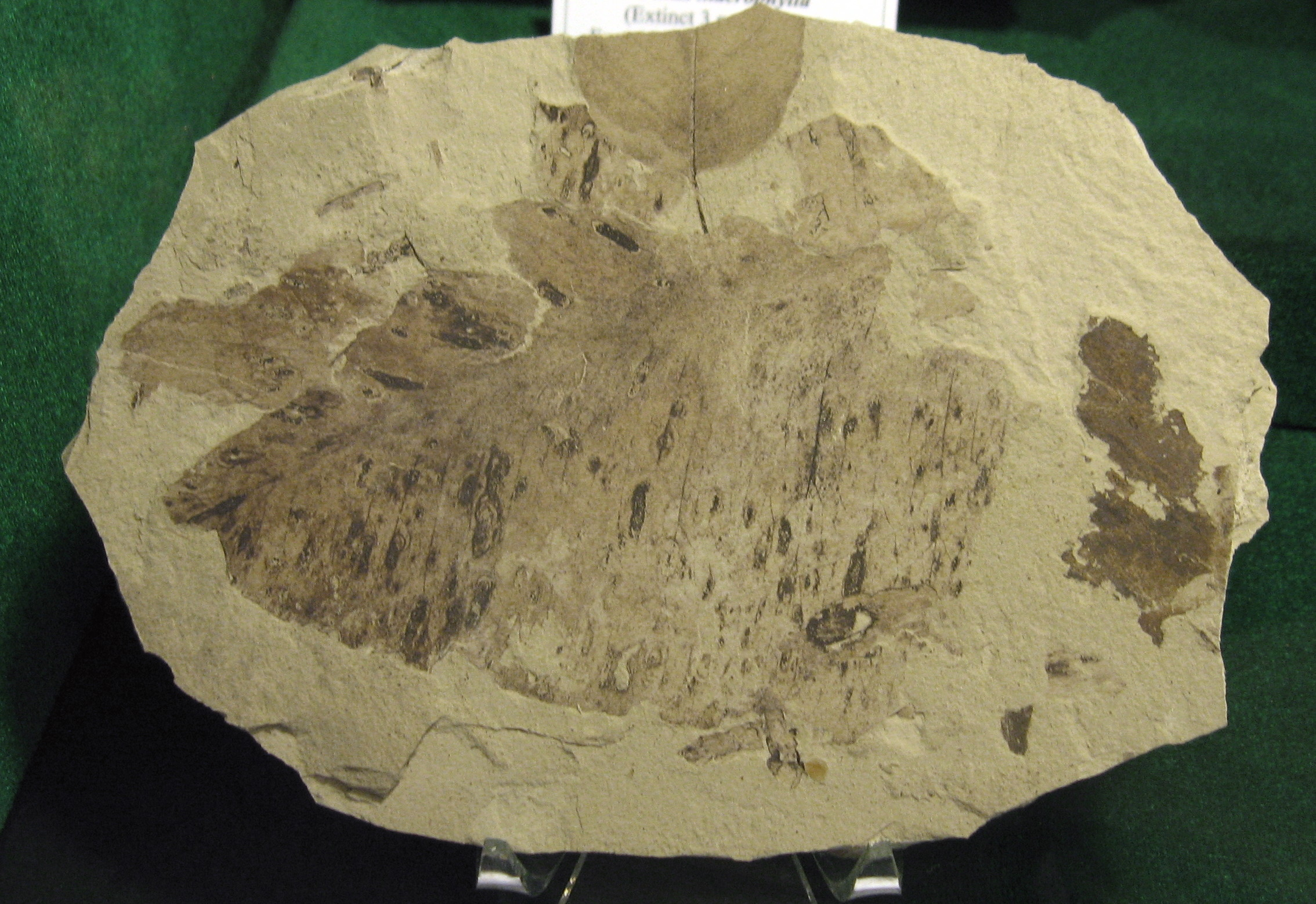
Fosilie árónovité rostliny Orontium wolfei stará asi 48,5 miliónů let

Otázky okolo vzniku a časného vývoje jednoděložných nejsou pořád zcela dořešeny, stejně jako u celých krytosemenných rostlin, jedním z důvodů je nedostatek zachovalých fosílií z nejstarších dob. Je patrné, že historie jednoděložných sahá v rámci historie celých krytosemenných velice hluboko. Nejstarší fosílie, které lze přiřadit k jednoděložným, pochází zhruba z doby před 110–120 milióny let (spodní křída), jsou to rostliny z příbuzenstva dnešních árónovitých. Úplný počátek jednoděložných je odhadován různě, nejčastěji v rozmezí před 147–121 milióny lety (čili spodní křída), některé odhady hovoří o době o něco starší, nejextrémnější odhady až kolem doby před 200 milióny let. Je tedy možné, že jednoděložné existovaly už v juře, ale není to jisté.
Předky jednoděložných byly patrně rostliny z okruhu tzv. nižších dvouděložných, ze kterých vznikly o něco později i vyšší dvouděložné a jejich sesterská skupiny Ceratophyllales. Nižší dvouděložné jsou heterogenní parafyletická skupina a z dnešních zástupců nižších dvouděložných má k jednoděložným nejblíže skupina někdy označovaná jako tzv. „paleoherbs“ („staré byliny“), mezi něž patří např. leknínotvaré (Nymphaeales). Čeleď Hydatellaceae, dříve řazená mezi jednoděložné (včetně systému APG II), byla podle nejnovějších výzkumů přeřazena do nižších dvouděložných, řád leknínotvaré, což také poukazuje na fakt, že leknínotvaré mají k jednoděložným relativně blízko. Během křídy došlo k dalšímu rozvoji jednoděložných, ke konci křídy už existovaly asi všechny hlavní větve, včetně např. zázvorníkotvarých (Zingiberales), které jsou většinou považovány za velmi odvozené. Rovněž lipnicovité (trávy, Poaceae) už koncem křídy patrně existovaly. Často bývá udáváno, že jednoděložné jsou „odvozenější třídou krytosemenných rostlin“, (míněno proti dvouděložným). Bylo to myšleno tak, že jednoděložné vznikly z dvouděložných, které jsou starší, proto jsou jednoděložné odvozenější. Podle nejnovějších výzkumů to je však zavádějící, oproti vyšším dvouděložným to nelze takto tvrdit, viz strom níže.
Schéma níže označuje vývojový strom recentních krytosemenných rostlin podle APG. Všechny větve kromě vyšších dvouděložných a jednoděložných se tradičně řadí k víceméně umělé parafyletické skupině nižší dvouděložné:

|  | Canellales           |
|  |                      |
|  | pepřotvaré Piperales |
|  |                      |

|  | vavřínotvaré Laurales      |
|  |                            |
|  | šácholanotvaré Magnoliales |
|  |                            |

|  | Canellales           |
|  |                      |
|  | pepřotvaré Piperales |
|  |                      |

|  | vavřínotvaré Laurales      |
|  |                            |
|  | šácholanotvaré Magnoliales |
|  |                            |

|  | Canellales           |
|  |                      |
|  | pepřotvaré Piperales |
|  |                      |

|  | vavřínotvaré Laurales      |
|  |                            |
|  | šácholanotvaré Magnoliales |
|  |                            |

|  | Canellales           |
|  |                      |
|  | pepřotvaré Piperales |
|  |                      |

|  | vavřínotvaré Laurales      |
|  |                            |
|  | šácholanotvaré Magnoliales |
|  |                            |

|  | jednoděložné                                                                                 |
|  |                                                                                              |
|  | \| \| růžkatcotvaré Ceratophyllales \| \| \| \| \| \| vyšší dvouděložné eudicots \| \| \| \| |
|  |                                                                                              |
|  | růžkatcotvaré Ceratophyllales                                                                |
|  |                                                                                              |
|  | vyšší dvouděložné eudicots                                                                   |
|  |                                                                                              |

|  | růžkatcotvaré Ceratophyllales |
|  |                               |
|  | vyšší dvouděložné eudicots    |
|  |                               |

|  | Canellales           |
|  |                      |
|  | pepřotvaré Piperales |
|  |                      |

|  | vavřínotvaré Laurales      |
|  |                            |
|  | šácholanotvaré Magnoliales |
|  |                            |

|  | Canellales           |
|  |                      |
|  | pepřotvaré Piperales |
|  |                      |

|  | vavřínotvaré Laurales      |
|  |                            |
|  | šácholanotvaré Magnoliales |
|  |                            |

|  | Canellales           |
|  |                      |
|  | pepřotvaré Piperales |
|  |                      |

|  | vavřínotvaré Laurales      |
|  |                            |
|  | šácholanotvaré Magnoliales |
|  |                            |

|  | Canellales           |
|  |                      |
|  | pepřotvaré Piperales |
|  |                      |

|  | vavřínotvaré Laurales      |
|  |                            |
|  | šácholanotvaré Magnoliales |
|  |                            |

|  | jednoděložné                                                                                 |
|  |                                                                                              |
|  | \| \| růžkatcotvaré Ceratophyllales \| \| \| \| \| \| vyšší dvouděložné eudicots \| \| \| \| |
|  |                                                                                              |
|  | růžkatcotvaré Ceratophyllales                                                                |
|  |                                                                                              |
|  | vyšší dvouděložné eudicots                                                                   |
|  |                                                                                              |

|  | růžkatcotvaré Ceratophyllales |
|  |                               |
|  | vyšší dvouděložné eudicots    |
|  |                               |

|  | Canellales           |
|  |                      |
|  | pepřotvaré Piperales |
|  |                      |

|  | vavřínotvaré Laurales      |
|  |                            |
|  | šácholanotvaré Magnoliales |
|  |                            |

|  | Canellales           |
|  |                      |
|  | pepřotvaré Piperales |
|  |                      |

|  | vavřínotvaré Laurales      |
|  |                            |
|  | šácholanotvaré Magnoliales |
|  |                            |

|  | Canellales           |
|  |                      |
|  | pepřotvaré Piperales |
|  |                      |

|  | vavřínotvaré Laurales      |
|  |                            |
|  | šácholanotvaré Magnoliales |
|  |                            |

|  | Canellales           |
|  |                      |
|  | pepřotvaré Piperales |
|  |                      |

|  | vavřínotvaré Laurales      |
|  |                            |
|  | šácholanotvaré Magnoliales |
|  |                            |

|  | jednoděložné                                                                                 |
|  |                                                                                              |
|  | \| \| růžkatcotvaré Ceratophyllales \| \| \| \| \| \| vyšší dvouděložné eudicots \| \| \| \| |
|  |                                                                                              |
|  | růžkatcotvaré Ceratophyllales                                                                |
|  |                                                                                              |
|  | vyšší dvouděložné eudicots                                                                   |
|  |                                                                                              |

|  | růžkatcotvaré Ceratophyllales |
|  |                               |
|  | vyšší dvouděložné eudicots    |
|  |                               |

|  | Canellales           |
|  |                      |
|  | pepřotvaré Piperales |
|  |                      |

|  | vavřínotvaré Laurales      |
|  |                            |
|  | šácholanotvaré Magnoliales |
|  |                            |

|  | Canellales           |
|  |                      |
|  | pepřotvaré Piperales |
|  |                      |

|  | vavřínotvaré Laurales      |
|  |                            |
|  | šácholanotvaré Magnoliales |
|  |                            |

|  | Canellales           |
|  |                      |
|  | pepřotvaré Piperales |
|  |                      |

|  | vavřínotvaré Laurales      |
|  |                            |
|  | šácholanotvaré Magnoliales |
|  |                            |

|  | Canellales           |
|  |                      |
|  | pepřotvaré Piperales |
|  |                      |

|  | vavřínotvaré Laurales      |
|  |                            |
|  | šácholanotvaré Magnoliales |
|  |                            |

|  | jednoděložné                                                                                 |
|  |                                                                                              |
|  | \| \| růžkatcotvaré Ceratophyllales \| \| \| \| \| \| vyšší dvouděložné eudicots \| \| \| \| |
|  |                                                                                              |
|  | růžkatcotvaré Ceratophyllales                                                                |
|  |                                                                                              |
|  | vyšší dvouděložné eudicots                                                                   |
|  |                                                                                              |

|  | růžkatcotvaré Ceratophyllales |
|  |                               |
|  | vyšší dvouděložné eudicots    |
|  |                               |

|  | Canellales           |
|  |                      |
|  | pepřotvaré Piperales |
|  |                      |

|  | vavřínotvaré Laurales      |
|  |                            |
|  | šácholanotvaré Magnoliales |
|  |                            |

|  | Canellales           |
|  |                      |
|  | pepřotvaré Piperales |
|  |                      |

|  | vavřínotvaré Laurales      |
|  |                            |
|  | šácholanotvaré Magnoliales |
|  |                            |

|  | Canellales           |
|  |                      |
|  | pepřotvaré Piperales |
|  |                      |

|  | vavřínotvaré Laurales      |
|  |                            |
|  | šácholanotvaré Magnoliales |
|  |                            |

|  | Canellales           |
|  |                      |
|  | pepřotvaré Piperales |
|  |                      |

|  | vavřínotvaré Laurales      |
|  |                            |
|  | šácholanotvaré Magnoliales |
|  |                            |

|  | jednoděložné                                                                                 |
|  |                                                                                              |
|  | \| \| růžkatcotvaré Ceratophyllales \| \| \| \| \| \| vyšší dvouděložné eudicots \| \| \| \| |
|  |                                                                                              |
|  | růžkatcotvaré Ceratophyllales                                                                |
|  |                                                                                              |
|  | vyšší dvouděložné eudicots                                                                   |
|  |                                                                                              |

|  | růžkatcotvaré Ceratophyllales |
|  |                               |
|  | vyšší dvouděložné eudicots    |
|  |                               |

|  | Canellales           |
|  |                      |
|  | pepřotvaré Piperales |
|  |                      |

|  | vavřínotvaré Laurales      |
|  |                            |
|  | šácholanotvaré Magnoliales |
|  |                            |

|  | Canellales           |
|  |                      |
|  | pepřotvaré Piperales |
|  |                      |

|  | vavřínotvaré Laurales      |
|  |                            |
|  | šácholanotvaré Magnoliales |
|  |                            |

|  | Canellales           |
|  |                      |
|  | pepřotvaré Piperales |
|  |                      |

|  | vavřínotvaré Laurales      |
|  |                            |
|  | šácholanotvaré Magnoliales |
|  |                            |

|  | Canellales           |
|  |                      |
|  | pepřotvaré Piperales |
|  |                      |

|  | vavřínotvaré Laurales      |
|  |                            |
|  | šácholanotvaré Magnoliales |
|  |                            |

|  | jednoděložné                                                                                 |
|  |                                                                                              |
|  | \| \| růžkatcotvaré Ceratophyllales \| \| \| \| \| \| vyšší dvouděložné eudicots \| \| \| \| |
|  |                                                                                              |
|  | růžkatcotvaré Ceratophyllales                                                                |
|  |                                                                                              |
|  | vyšší dvouděložné eudicots                                                                   |
|  |                                                                                              |

|  | růžkatcotvaré Ceratophyllales |
|  |                               |
|  | vyšší dvouděložné eudicots    |
|  |                               |

|  | Canellales           |
|  |                      |
|  | pepřotvaré Piperales |
|  |                      |

|  | vavřínotvaré Laurales      |
|  |                            |
|  | šácholanotvaré Magnoliales |
|  |                            |

|  | Canellales           |
|  |                      |
|  | pepřotvaré Piperales |
|  |                      |

|  | vavřínotvaré Laurales      |
|  |                            |
|  | šácholanotvaré Magnoliales |
|  |                            |

|  | Canellales           |
|  |                      |
|  | pepřotvaré Piperales |
|  |                      |

|  | vavřínotvaré Laurales      |
|  |                            |
|  | šácholanotvaré Magnoliales |
|  |                            |

|  | Canellales           |
|  |                      |
|  | pepřotvaré Piperales |
|  |                      |

|  | vavřínotvaré Laurales      |
|  |                            |
|  | šácholanotvaré Magnoliales |
|  |                            |

|  | jednoděložné                                                                                 |
|  |                                                                                              |
|  | \| \| růžkatcotvaré Ceratophyllales \| \| \| \| \| \| vyšší dvouděložné eudicots \| \| \| \| |
|  |                                                                                              |
|  | růžkatcotvaré Ceratophyllales                                                                |
|  |                                                                                              |
|  | vyšší dvouděložné eudicots                                                                   |
|  |                                                                                              |

|  | růžkatcotvaré Ceratophyllales |
|  |                               |
|  | vyšší dvouděložné eudicots    |
|  |                               |

|  | Canellales           |
|  |                      |
|  | pepřotvaré Piperales |
|  |                      |

|  | vavřínotvaré Laurales      |
|  |                            |
|  | šácholanotvaré Magnoliales |
|  |                            |

|  | Canellales           |
|  |                      |
|  | pepřotvaré Piperales |
|  |                      |

|  | vavřínotvaré Laurales      |
|  |                            |
|  | šácholanotvaré Magnoliales |
|  |                            |

|  | Canellales           |
|  |                      |
|  | pepřotvaré Piperales |
|  |                      |

|  | vavřínotvaré Laurales      |
|  |                            |
|  | šácholanotvaré Magnoliales |
|  |                            |

|  | Canellales           |
|  |                      |
|  | pepřotvaré Piperales |
|  |                      |

|  | vavřínotvaré Laurales      |
|  |                            |
|  | šácholanotvaré Magnoliales |
|  |                            |

|  | jednoděložné                                                                                 |
|  |                                                                                              |
|  | \| \| růžkatcotvaré Ceratophyllales \| \| \| \| \| \| vyšší dvouděložné eudicots \| \| \| \| |
|  |                                                                                              |
|  | růžkatcotvaré Ceratophyllales                                                                |
|  |                                                                                              |
|  | vyšší dvouděložné eudicots                                                                   |
|  |                                                                                              |

|  | růžkatcotvaré Ceratophyllales |
|  |                               |
|  | vyšší dvouděložné eudicots    |
|  |                               |

|  | Canellales           |
|  |                      |
|  | pepřotvaré Piperales |
|  |                      |

|  | vavřínotvaré Laurales      |
|  |                            |
|  | šácholanotvaré Magnoliales |
|  |                            |

|  | Canellales           |
|  |                      |
|  | pepřotvaré Piperales |
|  |                      |

|  | vavřínotvaré Laurales      |
|  |                            |
|  | šácholanotvaré Magnoliales |
|  |                            |

|  | Canellales           |
|  |                      |
|  | pepřotvaré Piperales |
|  |                      |

|  | vavřínotvaré Laurales      |
|  |                            |
|  | šácholanotvaré Magnoliales |
|  |                            |

|  | Canellales           |
|  |                      |
|  | pepřotvaré Piperales |
|  |                      |

|  | vavřínotvaré Laurales      |
|  |                            |
|  | šácholanotvaré Magnoliales |
|  |                            |

|  | jednoděložné                                                                                 |
|  |                                                                                              |
|  | \| \| růžkatcotvaré Ceratophyllales \| \| \| \| \| \| vyšší dvouděložné eudicots \| \| \| \| |
|  |                                                                                              |
|  | růžkatcotvaré Ceratophyllales                                                                |
|  |                                                                                              |
|  | vyšší dvouděložné eudicots                                                                   |
|  |                                                                                              |

|  | růžkatcotvaré Ceratophyllales |
|  |                               |
|  | vyšší dvouděložné eudicots    |
|  |                               |

|  | Canellales           |
|  |                      |
|  | pepřotvaré Piperales |
|  |                      |

|  | vavřínotvaré Laurales      |
|  |                            |
|  | šácholanotvaré Magnoliales |
|  |                            |

|  | Canellales           |
|  |                      |
|  | pepřotvaré Piperales |
|  |                      |

|  | vavřínotvaré Laurales      |
|  |                            |
|  | šácholanotvaré Magnoliales |
|  |                            |

|  | Canellales           |
|  |                      |
|  | pepřotvaré Piperales |
|  |                      |

|  | vavřínotvaré Laurales      |
|  |                            |
|  | šácholanotvaré Magnoliales |
|  |                            |

|  | Canellales           |
|  |                      |
|  | pepřotvaré Piperales |
|  |                      |

|  | vavřínotvaré Laurales      |
|  |                            |
|  | šácholanotvaré Magnoliales |
|  |                            |

|  | jednoděložné                                                                                 |
|  |                                                                                              |
|  | \| \| růžkatcotvaré Ceratophyllales \| \| \| \| \| \| vyšší dvouděložné eudicots \| \| \| \| |
|  |                                                                                              |
|  | růžkatcotvaré Ceratophyllales                                                                |
|  |                                                                                              |
|  | vyšší dvouděložné eudicots                                                                   |
|  |                                                                                              |

|  | růžkatcotvaré Ceratophyllales |
|  |                               |
|  | vyšší dvouděložné eudicots    |
|  |                               |

|  | Canellales           |
|  |                      |
|  | pepřotvaré Piperales |
|  |                      |

|  | vavřínotvaré Laurales      |
|  |                            |
|  | šácholanotvaré Magnoliales |
|  |                            |

|  | Canellales           |
|  |                      |
|  | pepřotvaré Piperales |
|  |                      |

|  | vavřínotvaré Laurales      |
|  |                            |
|  | šácholanotvaré Magnoliales |
|  |                            |

|  | Canellales           |
|  |                      |
|  | pepřotvaré Piperales |
|  |                      |

|  | vavřínotvaré Laurales      |
|  |                            |
|  | šácholanotvaré Magnoliales |
|  |                            |

|  | Canellales           |
|  |                      |
|  | pepřotvaré Piperales |
|  |                      |

|  | vavřínotvaré Laurales      |
|  |                            |
|  | šácholanotvaré Magnoliales |
|  |                            |

|  | jednoděložné                                                                                 |
|  |                                                                                              |
|  | \| \| růžkatcotvaré Ceratophyllales \| \| \| \| \| \| vyšší dvouděložné eudicots \| \| \| \| |
|  |                                                                                              |
|  | růžkatcotvaré Ceratophyllales                                                                |
|  |                                                                                              |
|  | vyšší dvouděložné eudicots                                                                   |
|  |                                                                                              |

|  | růžkatcotvaré Ceratophyllales |
|  |                               |
|  | vyšší dvouděložné eudicots    |
|  |                               |

|  | Canellales           |
|  |                      |
|  | pepřotvaré Piperales |
|  |                      |

|  | vavřínotvaré Laurales      |
|  |                            |
|  | šácholanotvaré Magnoliales |
|  |                            |

|  | Canellales           |
|  |                      |
|  | pepřotvaré Piperales |
|  |                      |

|  | vavřínotvaré Laurales      |
|  |                            |
|  | šácholanotvaré Magnoliales |
|  |                            |

|  | Canellales           |
|  |                      |
|  | pepřotvaré Piperales |
|  |                      |

|  | vavřínotvaré Laurales      |
|  |                            |
|  | šácholanotvaré Magnoliales |
|  |                            |

|  | Canellales           |
|  |                      |
|  | pepřotvaré Piperales |
|  |                      |

|  | vavřínotvaré Laurales      |
|  |                            |
|  | šácholanotvaré Magnoliales |
|  |                            |

|  | jednoděložné                                                                                 |
|  |                                                                                              |
|  | \| \| růžkatcotvaré Ceratophyllales \| \| \| \| \| \| vyšší dvouděložné eudicots \| \| \| \| |
|  |                                                                                              |
|  | růžkatcotvaré Ceratophyllales                                                                |
|  |                                                                                              |
|  | vyšší dvouděložné eudicots                                                                   |
|  |                                                                                              |

|  | růžkatcotvaré Ceratophyllales |
|  |                               |
|  | vyšší dvouděložné eudicots    |
|  |                               |

|  | Canellales           |
|  |                      |
|  | pepřotvaré Piperales |
|  |                      |

|  | vavřínotvaré Laurales      |
|  |                            |
|  | šácholanotvaré Magnoliales |
|  |                            |

|  | Canellales           |
|  |                      |
|  | pepřotvaré Piperales |
|  |                      |

|  | vavřínotvaré Laurales      |
|  |                            |
|  | šácholanotvaré Magnoliales |
|  |                            |

|  | Canellales           |
|  |                      |
|  | pepřotvaré Piperales |
|  |                      |

|  | vavřínotvaré Laurales      |
|  |                            |
|  | šácholanotvaré Magnoliales |
|  |                            |

|  | Canellales           |
|  |                      |
|  | pepřotvaré Piperales |
|  |                      |

|  | vavřínotvaré Laurales      |
|  |                            |
|  | šácholanotvaré Magnoliales |
|  |                            |

|  | jednoděložné                                                                                 |
|  |                                                                                              |
|  | \| \| růžkatcotvaré Ceratophyllales \| \| \| \| \| \| vyšší dvouděložné eudicots \| \| \| \| |
|  |                                                                                              |
|  | růžkatcotvaré Ceratophyllales                                                                |
|  |                                                                                              |
|  | vyšší dvouděložné eudicots                                                                   |
|  |                                                                                              |

|  | růžkatcotvaré Ceratophyllales |
|  |                               |
|  | vyšší dvouděložné eudicots    |
|  |                               |

|  | Canellales           |
|  |                      |
|  | pepřotvaré Piperales |
|  |                      |

|  | vavřínotvaré Laurales      |
|  |                            |
|  | šácholanotvaré Magnoliales |
|  |                            |

|  | Canellales           |
|  |                      |
|  | pepřotvaré Piperales |
|  |                      |

|  | vavřínotvaré Laurales      |
|  |                            |
|  | šácholanotvaré Magnoliales |
|  |                            |

|  | Canellales           |
|  |                      |
|  | pepřotvaré Piperales |
|  |                      |

|  | vavřínotvaré Laurales      |
|  |                            |
|  | šácholanotvaré Magnoliales |
|  |                            |

|  | Canellales           |
|  |                      |
|  | pepřotvaré Piperales |
|  |                      |

|  | vavřínotvaré Laurales      |
|  |                            |
|  | šácholanotvaré Magnoliales |
|  |                            |

|  | jednoděložné                                                                                 |
|  |                                                                                              |
|  | \| \| růžkatcotvaré Ceratophyllales \| \| \| \| \| \| vyšší dvouděložné eudicots \| \| \| \| |
|  |                                                                                              |
|  | růžkatcotvaré Ceratophyllales                                                                |
|  |                                                                                              |
|  | vyšší dvouděložné eudicots                                                                   |
|  |                                                                                              |

|  | růžkatcotvaré Ceratophyllales |
|  |                               |
|  | vyšší dvouděložné eudicots    |
|  |                               |

|  | Canellales           |
|  |                      |
|  | pepřotvaré Piperales |
|  |                      |

|  | vavřínotvaré Laurales      |
|  |                            |
|  | šácholanotvaré Magnoliales |
|  |                            |

|  | Canellales           |
|  |                      |
|  | pepřotvaré Piperales |
|  |                      |

|  | vavřínotvaré Laurales      |
|  |                            |
|  | šácholanotvaré Magnoliales |
|  |                            |

|  | Canellales           |
|  |                      |
|  | pepřotvaré Piperales |
|  |                      |

|  | vavřínotvaré Laurales      |
|  |                            |
|  | šácholanotvaré Magnoliales |
|  |                            |

|  | Canellales           |
|  |                      |
|  | pepřotvaré Piperales |
|  |                      |

|  | vavřínotvaré Laurales      |
|  |                            |
|  | šácholanotvaré Magnoliales |
|  |                            |

|  | jednoděložné                                                                                 |
|  |                                                                                              |
|  | \| \| růžkatcotvaré Ceratophyllales \| \| \| \| \| \| vyšší dvouděložné eudicots \| \| \| \| |
|  |                                                                                              |
|  | růžkatcotvaré Ceratophyllales                                                                |
|  |                                                                                              |
|  | vyšší dvouděložné eudicots                                                                   |
|  |                                                                                              |

|  | růžkatcotvaré Ceratophyllales |
|  |                               |
|  | vyšší dvouděložné eudicots    |
|  |                               |

|  | Canellales           |
|  |                      |
|  | pepřotvaré Piperales |
|  |                      |

|  | vavřínotvaré Laurales      |
|  |                            |
|  | šácholanotvaré Magnoliales |
|  |                            |

|  | Canellales           |
|  |                      |
|  | pepřotvaré Piperales |
|  |                      |

|  | vavřínotvaré Laurales      |
|  |                            |
|  | šácholanotvaré Magnoliales |
|  |                            |

|  | Canellales           |
|  |                      |
|  | pepřotvaré Piperales |
|  |                      |

|  | vavřínotvaré Laurales      |
|  |                            |
|  | šácholanotvaré Magnoliales |
|  |                            |

|  | Canellales           |
|  |                      |
|  | pepřotvaré Piperales |
|  |                      |

|  | vavřínotvaré Laurales      |
|  |                            |
|  | šácholanotvaré Magnoliales |
|  |                            |

|  | jednoděložné                                                                                 |
|  |                                                                                              |
|  | \| \| růžkatcotvaré Ceratophyllales \| \| \| \| \| \| vyšší dvouděložné eudicots \| \| \| \| |
|  |                                                                                              |
|  | růžkatcotvaré Ceratophyllales                                                                |
|  |                                                                                              |
|  | vyšší dvouděložné eudicots                                                                   |
|  |                                                                                              |

|  | růžkatcotvaré Ceratophyllales |
|  |                               |
|  | vyšší dvouděložné eudicots    |
|  |                               |

## Hospodářský význam

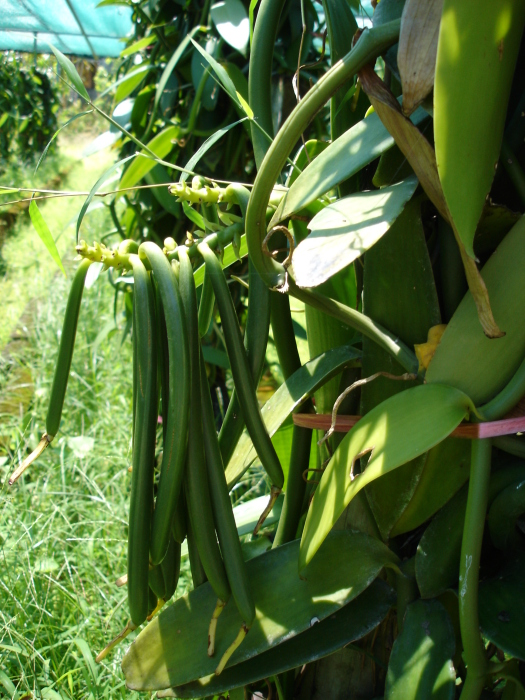
Nezralé plody vanilovníku

Hospodářský význam jednoděložných pro člověka je naprosto zásadní. Patří sem totiž všechny pravé obilniny, z nichž nejrozšířenější je pšenice setá (Triticum aestivum), ječmen setý (Hordeum vulgare), oves setý (Avena sativa), proso seté (Panicum sativum), rýže setá (Oryza sativa) a kukuřice setá (Zea mays), vše z čeledi lipnicovité (Poaceae), do této čeledi také patří cukrová třtina.
Další důležité hospodářské rostliny jsou palmy, např. kokosovník ořechoplodý (Cocos nucifera) nebo datlovník pravý (Phoenix dactylifera) aj., mnoho dalších známých i méně známých hospodářských rostlin je roztroušeno v jiných čeledích, např. banánovník (Musa), ananasovník chocholatý (Ananas comosus), chřest lékařský (Asparagus officinalis), česnek kuchyňský (Allium sativum), cibule kuchyňská (Allium cepa), vanilka (Vanilla), zázvor (Zingiber) a mnohé další. Mnoho jednoděložných je také pěstováno jako okrasné rostliny, pro ozdobné květy i listy, mnozí původem tropičtí zástupci jsou také rostlinami pokojovými.

## Taxonomie
Jednoděložné rostliny jsou výraznou skupinou rostlin, čehož si lidé všímali už dávno. Náznaky dělení na jednoděložné a dvouděložné jsou už v díle Theofrasta, v novější době tak učinil poprvé John Ray roku 1682. Na něj navázal Antoine Laurent de Jussieu, ve svém díle Genera Plantarum z roku 1789 (viz de Jussieuův systém). Jednoděložné (Monocotyledones) uvádí zhruba v současných obrysech, snad jen některé vodní rostliny, spolu s habituálně podobnými dvouděložnými a mnohými řasami (např. rod Chara) řadí mezi „bezděložné“ (Acotyledones). V pozdějších taxonomických systémech je obsah třídy jednoděložných rostlin stejný, přesuny mezi dvouděložnými a jednoděložnými jsou raritou, např. Hydatellaceae. Samozřejmě v oblastech řádů a čeledí docházelo k velkým změnám a přesunům. V nedávné době vzniknul systém APG a jeho aktualizace APG II z roku 2003 a APG III z roku 2009, které jsou založené na molekulárně biologických metodách, ale zachovávají jednoděložné ve shodném rozsahu, snad právě jen s výjimkou Hydatellaceae. V oblasti řádů a čeledí jednoděložných však došlo opět k větším změnám. Tyto systémy však neznají termíny třída a podtřída, jednoděložným odpovídá celý clade „Monocots“, včetně větve která se od ní odštěpuje (clade „Commelinids“).

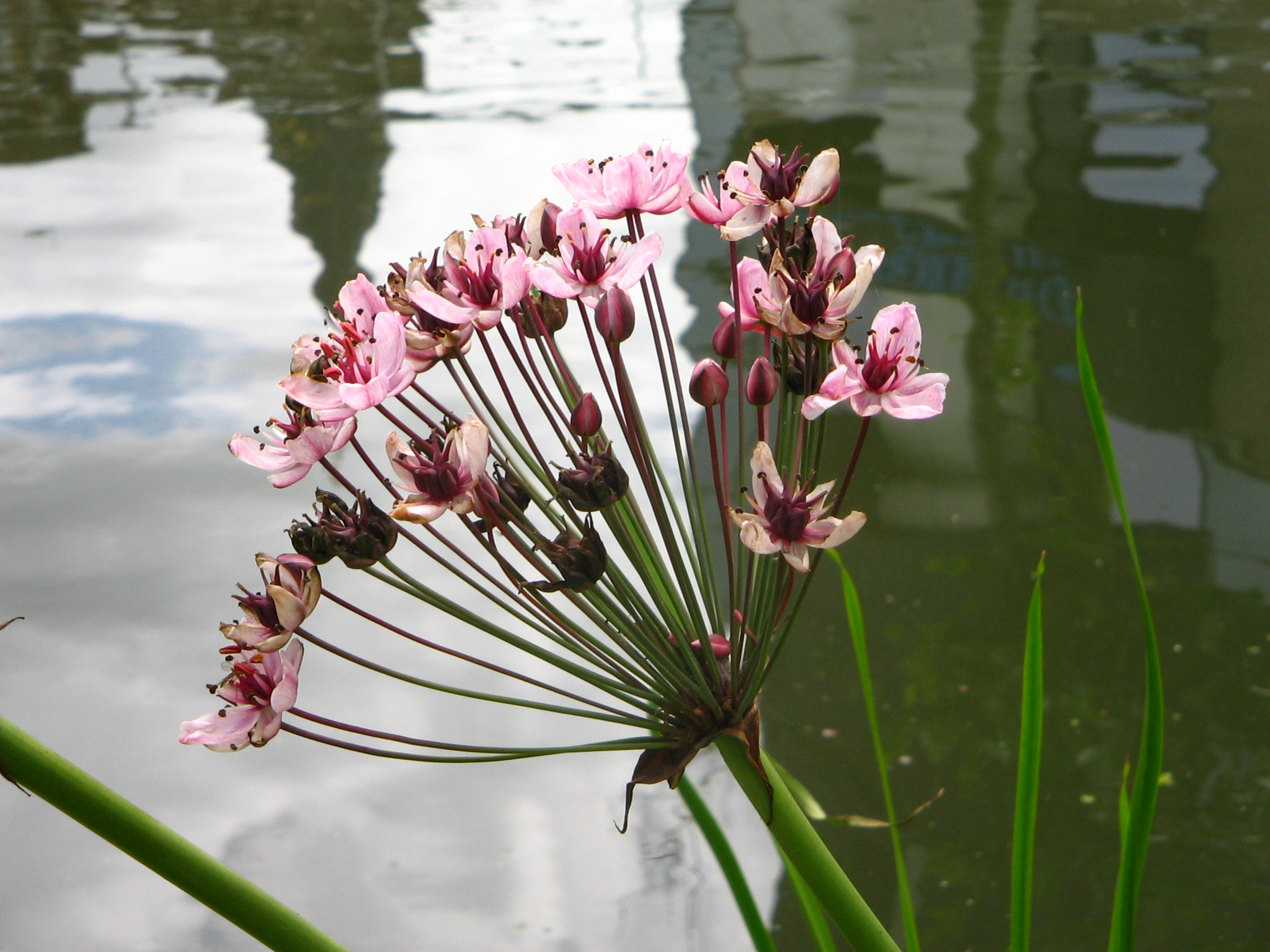
Šmel okoličnatý (Butomus umbellatus)

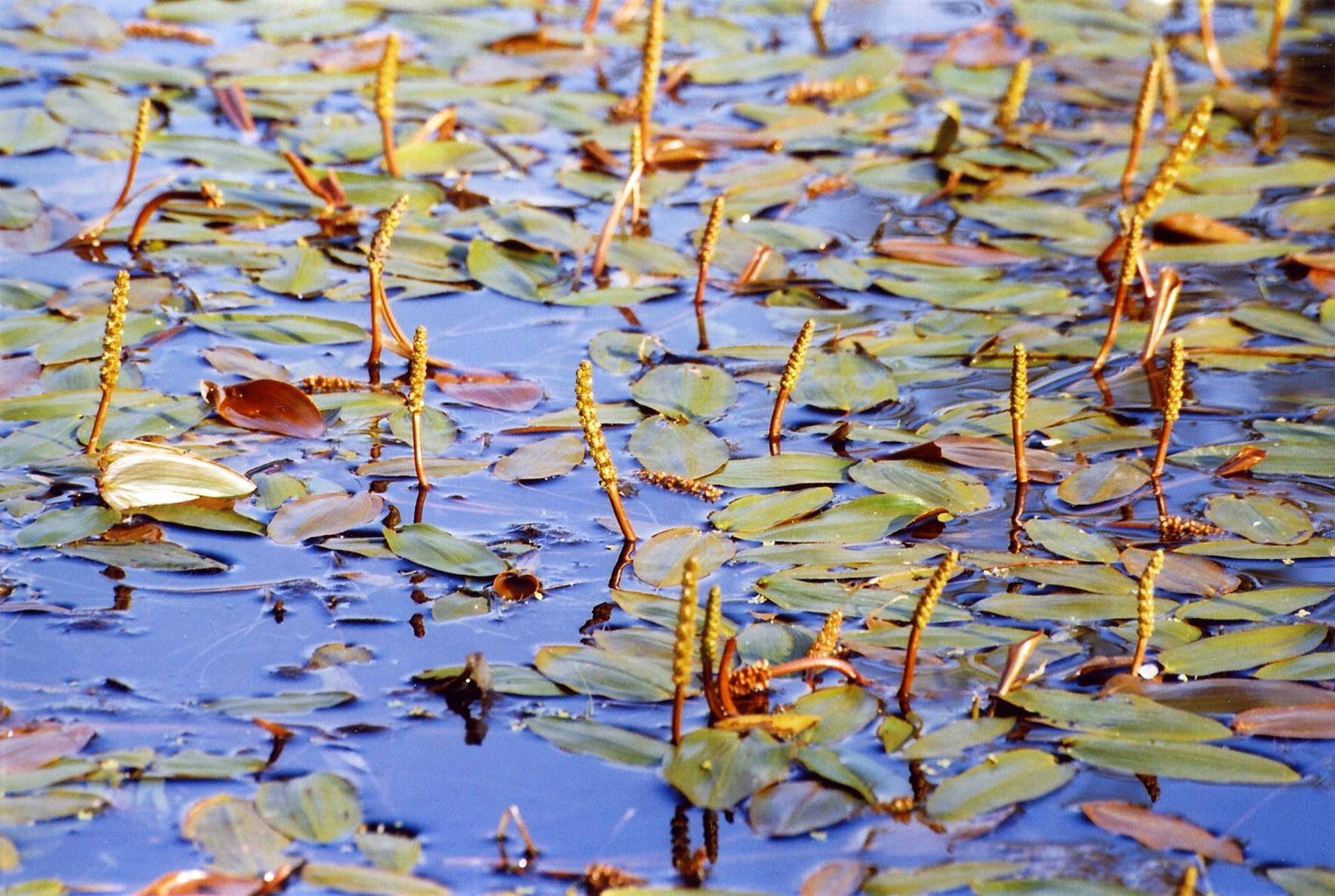
Rdest vzplývavý (Potamogeton natans)

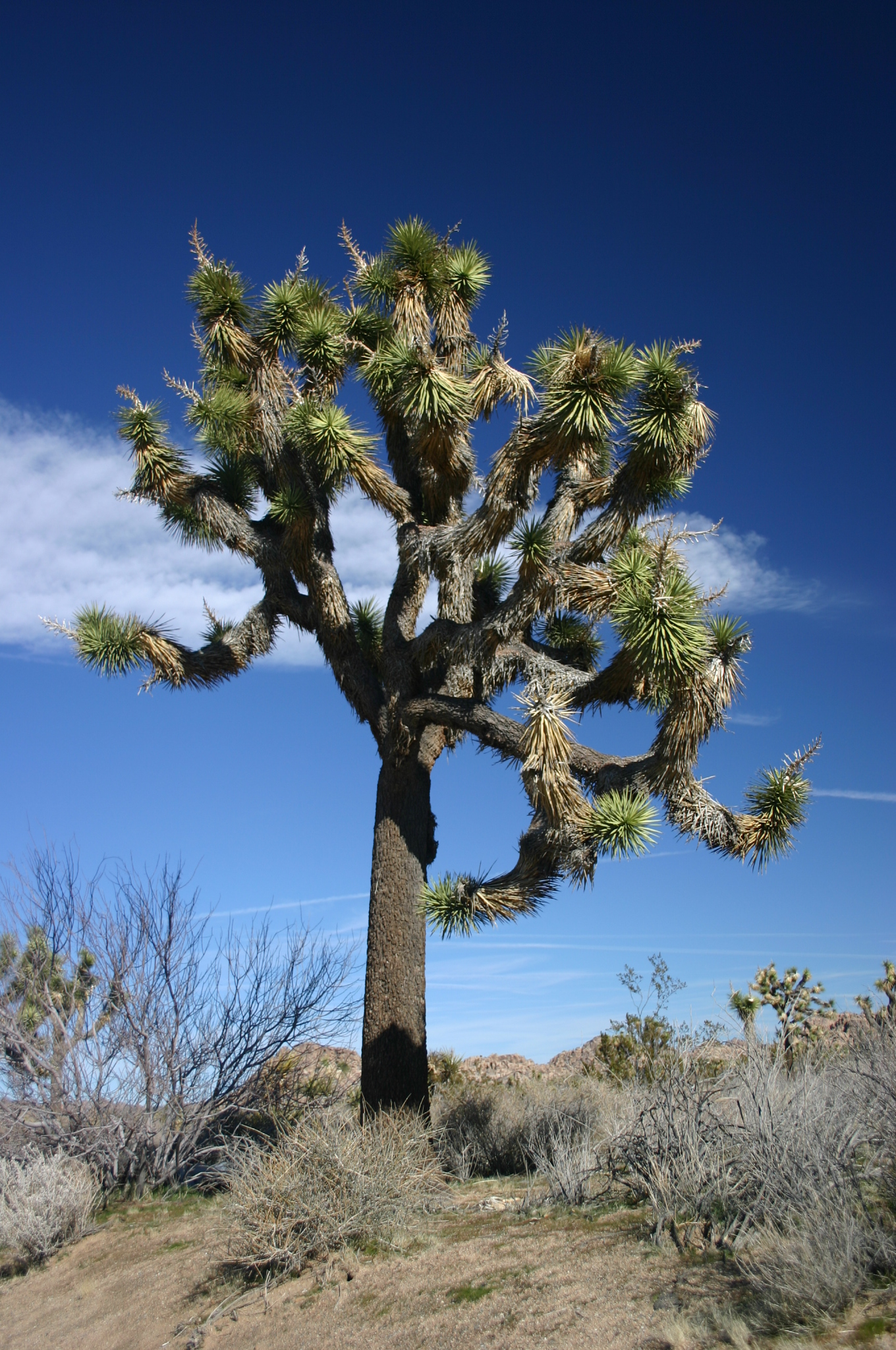
Yucca brevifolia

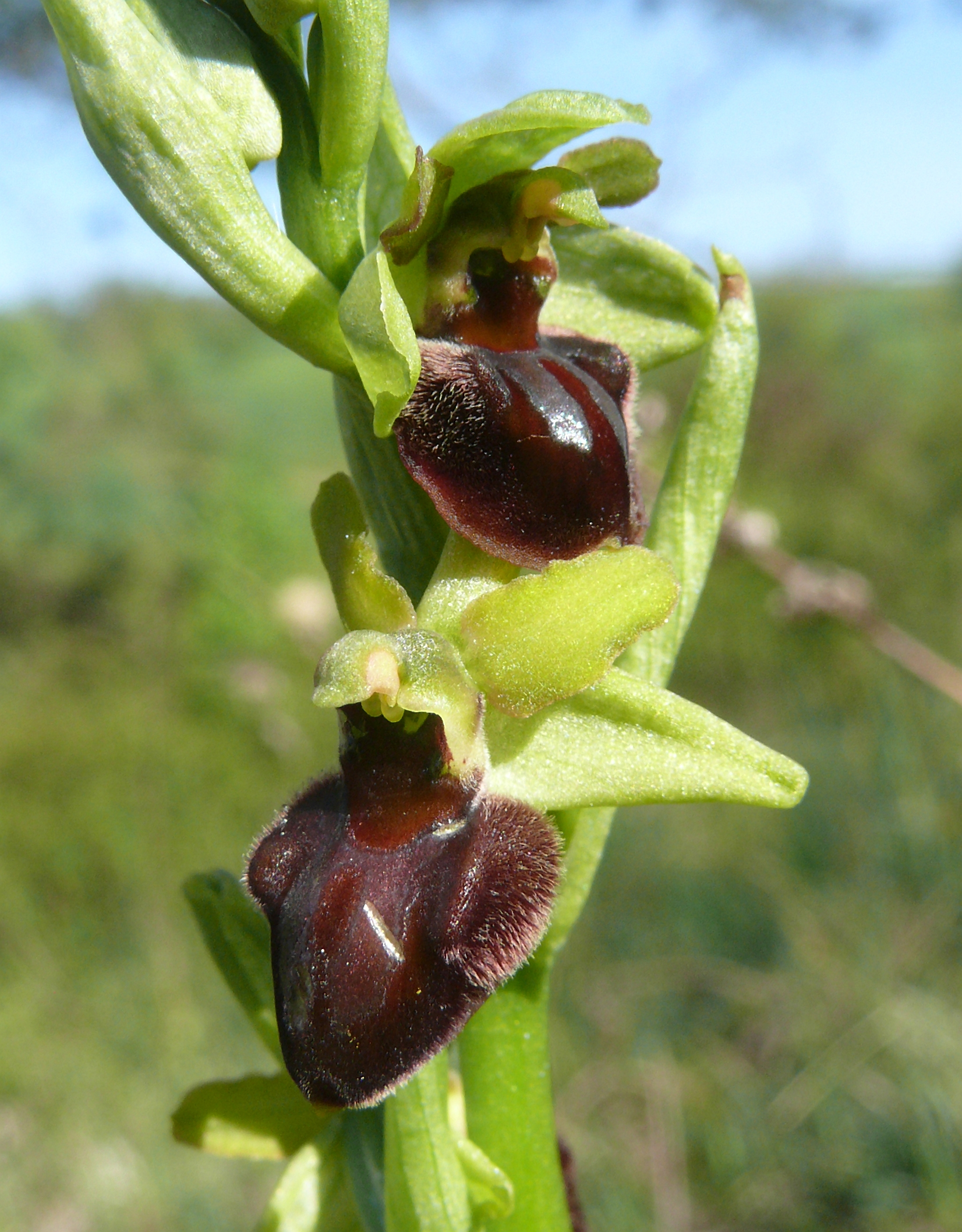
Tořič pavoukonosný (Ophrys sphegodes)

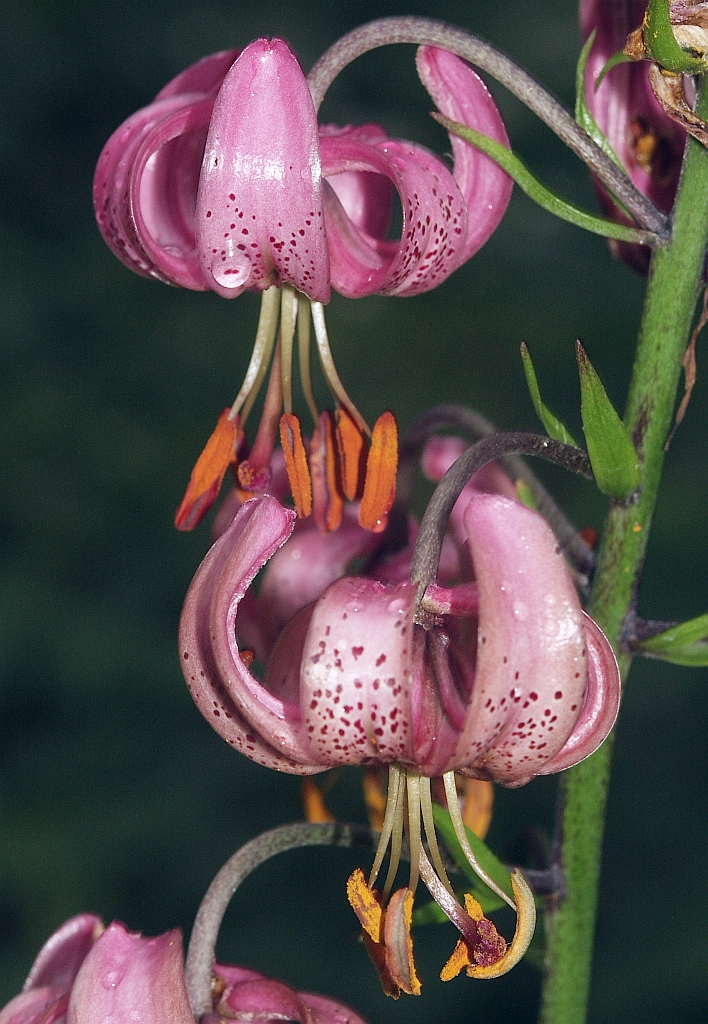
Lilie zlatohlavá (Lilium martagon)

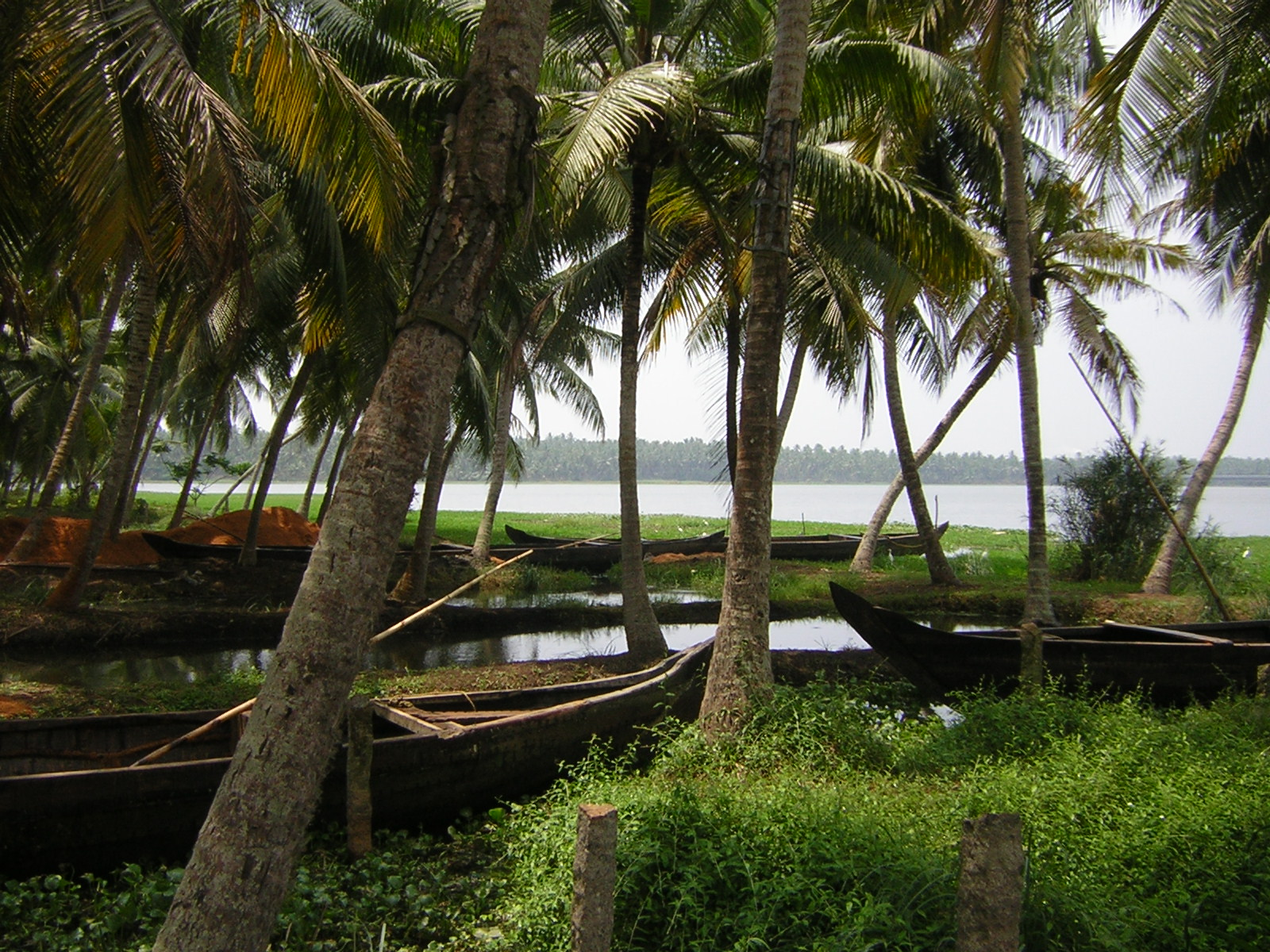
Kokosovník ořechoplodý (Cocos nucifera)

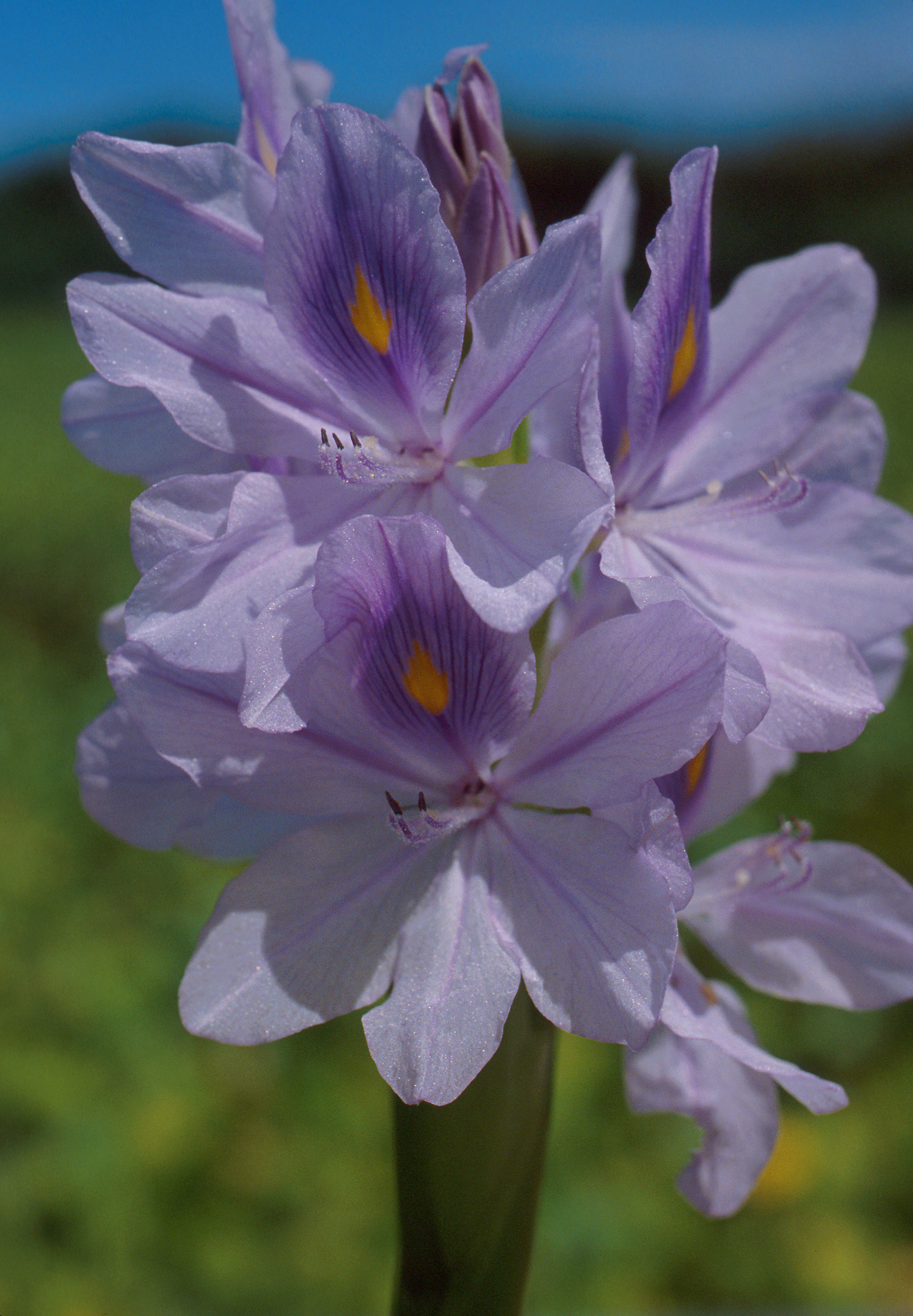
Tokozelka vodní hyacint (Eichhornia crassipes)

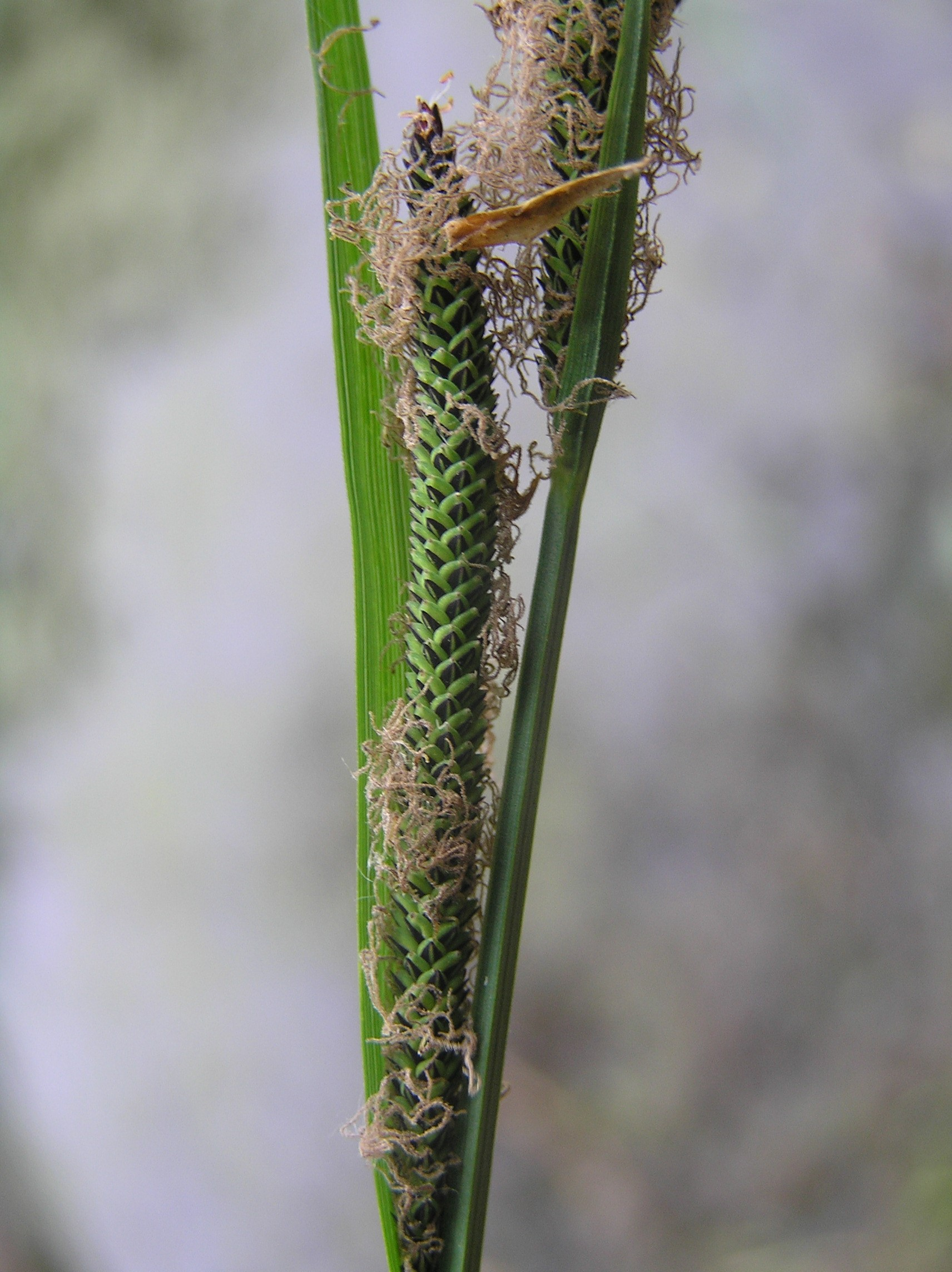
Ostřice Buekova (Carex buekii)

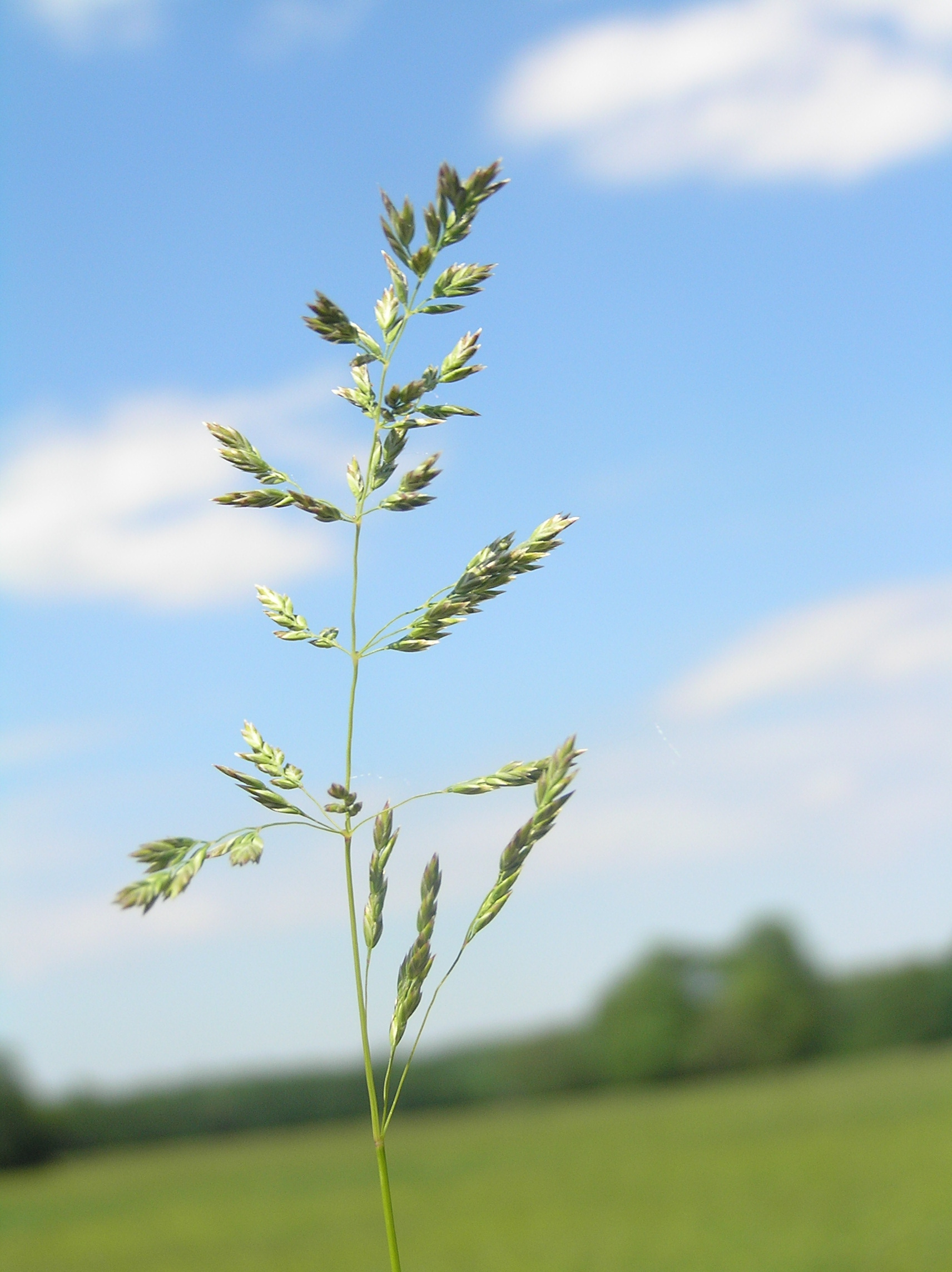
Lipnice luční (Poa pratensis)

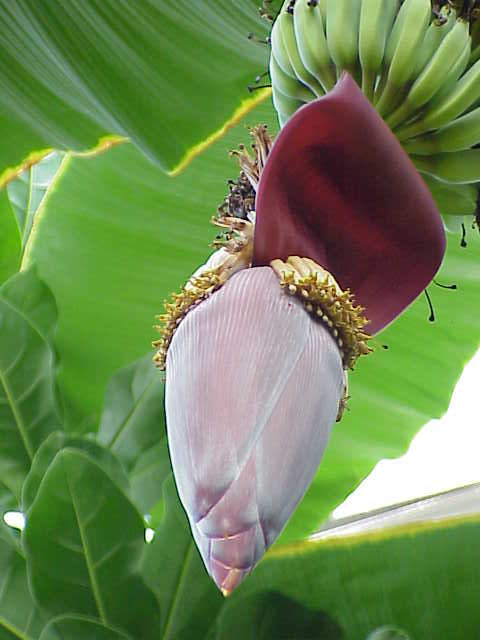
Banánovník (druh Musa acuminata)

Taxonomický systém rostlin se spolu s poznáním vyvíjel, proto docházelo v průběhu let ke značným změnám. Měnilo se pojetí a zařazení čeledí, byly slučovány různé řády a na druhou stranu vznikaly nové atd. Podrobně o jednotlivých systémech viz seznam systémů taxonomie rostlin.

## Přehled aktuálního systému jednoděložných
řád puškvorcotvaré (Acorales)
čeleď: puškvorcovité (Acoraceae)
řád žabníkotvaré (Alismatales)
čeleď žabníkovité (Alismataceae) <včetně čeledi Limnocharitaceae>
čeleď kalatkovité (Aponogetonaceae)
čeleď árónovité (Araceae)
čeleď šmelovité (Butomaceae)
čeleď Cymodoceaceae
čeleď voďankovité (Hydrocharitaceae)
čeleď bařičkovité (Juncaginaceae)
čeleď Maundiaceae
čeleď posidoniovité (Posidoniaceae)
čeleď rdestovité (Potamogetonaceae)
čeleď táhlicovité (Ruppiaceae)
čeleď blatnicovité (Scheuchzeriaceae)
čeleď kohátkovité (Tofieldiaceae)
čeleď vochovité (Zosteraceae)
řád Petrosaviales
čeleď Petrosaviaceae
řád smldincotvaré (Dioscoreales)
čeleď olachanovité (Burmanniaceae) <včetně čeledi Thismiaceae>
čeleď smldincovité (Dioscoreaceae) <včetně čeledi Taccaceae>
čeleď liliovcovité (Nartheciaceae)
řád pandánotvaré (Pandanales)
čeleď navinulcovité (Cyclanthaceae)
čeleď pandánovité (Pandanaceae)
čeleď stemonovité (Stemonaceae)
čeleď Triuridaceae
čeleď velociovité (Velloziaceae)
řád liliotvaré (Liliales)
čeleď alstremerkovité (Alstroemeriaceae) <včetně Luzuriagaceae>
čeleď Campynemataceae
čeleď ocúnovité (Colchicaceae)
čeleď Corsiaceae
čeleď liliovité (Liliaceae)
čeleď kýchavicovité (Melanthiaceae)
čeleď Petermanniaceae
čeleď miluškovité (Philesiaceae)
čeleď Rhipogonaceae
čeleď přestupovité (Smilacaceae)
řád chřestotvaré (Asparagales)
čeleď amarylkovité (Amaryllidaceae) <včetně čeledí Agapanthaceae, Alliaceae>
čeleď chřestovité (Asparagaceae) <včetně čeledí Agavaceae, Aphyllanthaceae, Hesperocallidaceae, Hyacinthaceae, Laxmanniaceae, Ruscaceae, Themidaceae>
čeleď bičulovité (Asteliaceae)
čeleď blandfordiovité (Blandfordiaceae)
čeleď boriovité (Boryaceae)
čeleď hůlovcovité (Doryanthaceae)
čeleď tvrzeňovité (Hypoxidaceae)
čeleď kosatcovité (Iridaceae)
čeleď: Ixioliriaceae
čeleď Lanariaceae
čeleď vstavačovité (Orchidaceae)
čeleď šafránovcovité (Tecophilaeaceae)
čeleď asfodelovité (Asphodelaceae)	<včetně čeledi Xanthorrhoeaceae a Hemerocallidaceae>
čeleď Xeronemataceae
řád arekotvaré (Arecales)
čeleď arekovité (Arecaceae)
čeleď Dasypogonaceae
řád křížatkotvaré (Commelinales)
čeleď křížatkovité (Commelinaceae)
čeleď krvenkovité (Haemodoraceae)
čeleď Hanguanaceae
čeleď Philydraceae
čeleď modráskovité (Pontederiaceae)
řád zázvorníkotvaré (Zingiberales)
čeleď dosnovité (Cannaceae)
čeleď kostusovité (Costaceae)
čeleď helikóniovité (Heliconiaceae)
čeleď Lowiaceae
čeleď marantovité (Marantaceae)
čeleď banánovníkovité (Musaceae)
čeleď strelíciovité (Strelitziaceae)
čeleď zázvorníkovité (Zingiberaceae)
řád lipnicotvaré (Poales)
čeleď broméliovité (Bromeliaceae)
čeleď šáchorovité (Cyperaceae)
čeleď Ecdeiocoleaceae
čeleď vlnohlávkovité (Eriocaulaceae)
čeleď chopatcovité (Flagellariaceae)
čeleď Joinvilleaceae
čeleď sítinovité (Juncaceae)
čeleď majakovité (Mayacaceae)
čeleď lipnicovité (Poaceae)
čeleď Rapateaceae
čeleď lanovcovité (Restionaceae) <včetně čeledi Anarthriaceae a Centrolepidaceae>
čeleď Thurniaceae
čeleď orobincovité (Typhaceae) <včetně čeledi Sparganiaceae>
čeleď mečovkovité (Xyridaceae)

### Vývojový strom
Podle systému APG IV, zahrnuty jsou pouze recentní skupiny.
|  | smldincotvaré (Dioscoreales) |
|  |                              |
|  | pandánotvaré (Pandanales)    |
|  |                              |

|  | lipnicotvaré (Poales)                                                                           |
|  |                                                                                                 |
|  | \| \| křížatkotvaré (Commelinales) \| \| \| \| \| \| zázvorníkotvaré (Zingiberales) \| \| \| \| |
|  |                                                                                                 |
|  | křížatkotvaré (Commelinales)                                                                    |
|  |                                                                                                 |
|  | zázvorníkotvaré (Zingiberales)                                                                  |
|  |                                                                                                 |

|  | křížatkotvaré (Commelinales)   |
|  |                                |
|  | zázvorníkotvaré (Zingiberales) |
|  |                                |

|  | lipnicotvaré (Poales)                                                                           |
|  |                                                                                                 |
|  | \| \| křížatkotvaré (Commelinales) \| \| \| \| \| \| zázvorníkotvaré (Zingiberales) \| \| \| \| |
|  |                                                                                                 |
|  | křížatkotvaré (Commelinales)                                                                    |
|  |                                                                                                 |
|  | zázvorníkotvaré (Zingiberales)                                                                  |
|  |                                                                                                 |

|  | křížatkotvaré (Commelinales)   |
|  |                                |
|  | zázvorníkotvaré (Zingiberales) |
|  |                                |

|  | lipnicotvaré (Poales)                                                                           |
|  |                                                                                                 |
|  | \| \| křížatkotvaré (Commelinales) \| \| \| \| \| \| zázvorníkotvaré (Zingiberales) \| \| \| \| |
|  |                                                                                                 |
|  | křížatkotvaré (Commelinales)                                                                    |
|  |                                                                                                 |
|  | zázvorníkotvaré (Zingiberales)                                                                  |
|  |                                                                                                 |

|  | křížatkotvaré (Commelinales)   |
|  |                                |
|  | zázvorníkotvaré (Zingiberales) |
|  |                                |

|  | lipnicotvaré (Poales)                                                                           |
|  |                                                                                                 |
|  | \| \| křížatkotvaré (Commelinales) \| \| \| \| \| \| zázvorníkotvaré (Zingiberales) \| \| \| \| |
|  |                                                                                                 |
|  | křížatkotvaré (Commelinales)                                                                    |
|  |                                                                                                 |
|  | zázvorníkotvaré (Zingiberales)                                                                  |
|  |                                                                                                 |

|  | křížatkotvaré (Commelinales)   |
|  |                                |
|  | zázvorníkotvaré (Zingiberales) |
|  |                                |

|  | lipnicotvaré (Poales)                                                                           |
|  |                                                                                                 |
|  | \| \| křížatkotvaré (Commelinales) \| \| \| \| \| \| zázvorníkotvaré (Zingiberales) \| \| \| \| |
|  |                                                                                                 |
|  | křížatkotvaré (Commelinales)                                                                    |
|  |                                                                                                 |
|  | zázvorníkotvaré (Zingiberales)                                                                  |
|  |                                                                                                 |

|  | křížatkotvaré (Commelinales)   |
|  |                                |
|  | zázvorníkotvaré (Zingiberales) |
|  |                                |

|  | lipnicotvaré (Poales)                                                                           |
|  |                                                                                                 |
|  | \| \| křížatkotvaré (Commelinales) \| \| \| \| \| \| zázvorníkotvaré (Zingiberales) \| \| \| \| |
|  |                                                                                                 |
|  | křížatkotvaré (Commelinales)                                                                    |
|  |                                                                                                 |
|  | zázvorníkotvaré (Zingiberales)                                                                  |
|  |                                                                                                 |

|  | křížatkotvaré (Commelinales)   |
|  |                                |
|  | zázvorníkotvaré (Zingiberales) |
|  |                                |

|  | lipnicotvaré (Poales)                                                                           |
|  |                                                                                                 |
|  | \| \| křížatkotvaré (Commelinales) \| \| \| \| \| \| zázvorníkotvaré (Zingiberales) \| \| \| \| |
|  |                                                                                                 |
|  | křížatkotvaré (Commelinales)                                                                    |
|  |                                                                                                 |
|  | zázvorníkotvaré (Zingiberales)                                                                  |
|  |                                                                                                 |

|  | křížatkotvaré (Commelinales)   |
|  |                                |
|  | zázvorníkotvaré (Zingiberales) |
|  |                                |

|  | lipnicotvaré (Poales)                                                                           |
|  |                                                                                                 |
|  | \| \| křížatkotvaré (Commelinales) \| \| \| \| \| \| zázvorníkotvaré (Zingiberales) \| \| \| \| |
|  |                                                                                                 |
|  | křížatkotvaré (Commelinales)                                                                    |
|  |                                                                                                 |
|  | zázvorníkotvaré (Zingiberales)                                                                  |
|  |                                                                                                 |

|  | křížatkotvaré (Commelinales)   |
|  |                                |
|  | zázvorníkotvaré (Zingiberales) |
|  |                                |

|  | smldincotvaré (Dioscoreales) |
|  |                              |
|  | pandánotvaré (Pandanales)    |
|  |                              |

|  | lipnicotvaré (Poales)                                                                           |
|  |                                                                                                 |
|  | \| \| křížatkotvaré (Commelinales) \| \| \| \| \| \| zázvorníkotvaré (Zingiberales) \| \| \| \| |
|  |                                                                                                 |
|  | křížatkotvaré (Commelinales)                                                                    |
|  |                                                                                                 |
|  | zázvorníkotvaré (Zingiberales)                                                                  |
|  |                                                                                                 |

|  | křížatkotvaré (Commelinales)   |
|  |                                |
|  | zázvorníkotvaré (Zingiberales) |
|  |                                |

|  | lipnicotvaré (Poales)                                                                           |
|  |                                                                                                 |
|  | \| \| křížatkotvaré (Commelinales) \| \| \| \| \| \| zázvorníkotvaré (Zingiberales) \| \| \| \| |
|  |                                                                                                 |
|  | křížatkotvaré (Commelinales)                                                                    |
|  |                                                                                                 |
|  | zázvorníkotvaré (Zingiberales)                                                                  |
|  |                                                                                                 |

|  | křížatkotvaré (Commelinales)   |
|  |                                |
|  | zázvorníkotvaré (Zingiberales) |
|  |                                |

|  | lipnicotvaré (Poales)                                                                           |
|  |                                                                                                 |
|  | \| \| křížatkotvaré (Commelinales) \| \| \| \| \| \| zázvorníkotvaré (Zingiberales) \| \| \| \| |
|  |                                                                                                 |
|  | křížatkotvaré (Commelinales)                                                                    |
|  |                                                                                                 |
|  | zázvorníkotvaré (Zingiberales)                                                                  |
|  |                                                                                                 |

|  | křížatkotvaré (Commelinales)   |
|  |                                |
|  | zázvorníkotvaré (Zingiberales) |
|  |                                |

|  | lipnicotvaré (Poales)                                                                           |
|  |                                                                                                 |
|  | \| \| křížatkotvaré (Commelinales) \| \| \| \| \| \| zázvorníkotvaré (Zingiberales) \| \| \| \| |
|  |                                                                                                 |
|  | křížatkotvaré (Commelinales)                                                                    |
|  |                                                                                                 |
|  | zázvorníkotvaré (Zingiberales)                                                                  |
|  |                                                                                                 |

|  | křížatkotvaré (Commelinales)   |
|  |                                |
|  | zázvorníkotvaré (Zingiberales) |
|  |                                |

|  | lipnicotvaré (Poales)                                                                           |
|  |                                                                                                 |
|  | \| \| křížatkotvaré (Commelinales) \| \| \| \| \| \| zázvorníkotvaré (Zingiberales) \| \| \| \| |
|  |                                                                                                 |
|  | křížatkotvaré (Commelinales)                                                                    |
|  |                                                                                                 |
|  | zázvorníkotvaré (Zingiberales)                                                                  |
|  |                                                                                                 |

|  | křížatkotvaré (Commelinales)   |
|  |                                |
|  | zázvorníkotvaré (Zingiberales) |
|  |                                |

|  | lipnicotvaré (Poales)                                                                           |
|  |                                                                                                 |
|  | \| \| křížatkotvaré (Commelinales) \| \| \| \| \| \| zázvorníkotvaré (Zingiberales) \| \| \| \| |
|  |                                                                                                 |
|  | křížatkotvaré (Commelinales)                                                                    |
|  |                                                                                                 |
|  | zázvorníkotvaré (Zingiberales)                                                                  |
|  |                                                                                                 |

|  | křížatkotvaré (Commelinales)   |
|  |                                |
|  | zázvorníkotvaré (Zingiberales) |
|  |                                |

|  | lipnicotvaré (Poales)                                                                           |
|  |                                                                                                 |
|  | \| \| křížatkotvaré (Commelinales) \| \| \| \| \| \| zázvorníkotvaré (Zingiberales) \| \| \| \| |
|  |                                                                                                 |
|  | křížatkotvaré (Commelinales)                                                                    |
|  |                                                                                                 |
|  | zázvorníkotvaré (Zingiberales)                                                                  |
|  |                                                                                                 |

|  | křížatkotvaré (Commelinales)   |
|  |                                |
|  | zázvorníkotvaré (Zingiberales) |
|  |                                |

|  | lipnicotvaré (Poales)                                                                           |
|  |                                                                                                 |
|  | \| \| křížatkotvaré (Commelinales) \| \| \| \| \| \| zázvorníkotvaré (Zingiberales) \| \| \| \| |
|  |                                                                                                 |
|  | křížatkotvaré (Commelinales)                                                                    |
|  |                                                                                                 |
|  | zázvorníkotvaré (Zingiberales)                                                                  |
|  |                                                                                                 |

|  | křížatkotvaré (Commelinales)   |
|  |                                |
|  | zázvorníkotvaré (Zingiberales) |
|  |                                |

|  | smldincotvaré (Dioscoreales) |
|  |                              |
|  | pandánotvaré (Pandanales)    |
|  |                              |

|  | lipnicotvaré (Poales)                                                                           |
|  |                                                                                                 |
|  | \| \| křížatkotvaré (Commelinales) \| \| \| \| \| \| zázvorníkotvaré (Zingiberales) \| \| \| \| |
|  |                                                                                                 |
|  | křížatkotvaré (Commelinales)                                                                    |
|  |                                                                                                 |
|  | zázvorníkotvaré (Zingiberales)                                                                  |
|  |                                                                                                 |

|  | křížatkotvaré (Commelinales)   |
|  |                                |
|  | zázvorníkotvaré (Zingiberales) |
|  |                                |

|  | lipnicotvaré (Poales)                                                                           |
|  |                                                                                                 |
|  | \| \| křížatkotvaré (Commelinales) \| \| \| \| \| \| zázvorníkotvaré (Zingiberales) \| \| \| \| |
|  |                                                                                                 |
|  | křížatkotvaré (Commelinales)                                                                    |
|  |                                                                                                 |
|  | zázvorníkotvaré (Zingiberales)                                                                  |
|  |                                                                                                 |

|  | křížatkotvaré (Commelinales)   |
|  |                                |
|  | zázvorníkotvaré (Zingiberales) |
|  |                                |

|  | lipnicotvaré (Poales)                                                                           |
|  |                                                                                                 |
|  | \| \| křížatkotvaré (Commelinales) \| \| \| \| \| \| zázvorníkotvaré (Zingiberales) \| \| \| \| |
|  |                                                                                                 |
|  | křížatkotvaré (Commelinales)                                                                    |
|  |                                                                                                 |
|  | zázvorníkotvaré (Zingiberales)                                                                  |
|  |                                                                                                 |

|  | křížatkotvaré (Commelinales)   |
|  |                                |
|  | zázvorníkotvaré (Zingiberales) |
|  |                                |

|  | lipnicotvaré (Poales)                                                                           |
|  |                                                                                                 |
|  | \| \| křížatkotvaré (Commelinales) \| \| \| \| \| \| zázvorníkotvaré (Zingiberales) \| \| \| \| |
|  |                                                                                                 |
|  | křížatkotvaré (Commelinales)                                                                    |
|  |                                                                                                 |
|  | zázvorníkotvaré (Zingiberales)                                                                  |
|  |                                                                                                 |

|  | křížatkotvaré (Commelinales)   |
|  |                                |
|  | zázvorníkotvaré (Zingiberales) |
|  |                                |

|  | lipnicotvaré (Poales)                                                                           |
|  |                                                                                                 |
|  | \| \| křížatkotvaré (Commelinales) \| \| \| \| \| \| zázvorníkotvaré (Zingiberales) \| \| \| \| |
|  |                                                                                                 |
|  | křížatkotvaré (Commelinales)                                                                    |
|  |                                                                                                 |
|  | zázvorníkotvaré (Zingiberales)                                                                  |
|  |                                                                                                 |

|  | křížatkotvaré (Commelinales)   |
|  |                                |
|  | zázvorníkotvaré (Zingiberales) |
|  |                                |

|  | lipnicotvaré (Poales)                                                                           |
|  |                                                                                                 |
|  | \| \| křížatkotvaré (Commelinales) \| \| \| \| \| \| zázvorníkotvaré (Zingiberales) \| \| \| \| |
|  |                                                                                                 |
|  | křížatkotvaré (Commelinales)                                                                    |
|  |                                                                                                 |
|  | zázvorníkotvaré (Zingiberales)                                                                  |
|  |                                                                                                 |

|  | křížatkotvaré (Commelinales)   |
|  |                                |
|  | zázvorníkotvaré (Zingiberales) |
|  |                                |

|  | lipnicotvaré (Poales)                                                                           |
|  |                                                                                                 |
|  | \| \| křížatkotvaré (Commelinales) \| \| \| \| \| \| zázvorníkotvaré (Zingiberales) \| \| \| \| |
|  |                                                                                                 |
|  | křížatkotvaré (Commelinales)                                                                    |
|  |                                                                                                 |
|  | zázvorníkotvaré (Zingiberales)                                                                  |
|  |                                                                                                 |

|  | křížatkotvaré (Commelinales)   |
|  |                                |
|  | zázvorníkotvaré (Zingiberales) |
|  |                                |

|  | lipnicotvaré (Poales)                                                                           |
|  |                                                                                                 |
|  | \| \| křížatkotvaré (Commelinales) \| \| \| \| \| \| zázvorníkotvaré (Zingiberales) \| \| \| \| |
|  |                                                                                                 |
|  | křížatkotvaré (Commelinales)                                                                    |
|  |                                                                                                 |
|  | zázvorníkotvaré (Zingiberales)                                                                  |
|  |                                                                                                 |

|  | křížatkotvaré (Commelinales)   |
|  |                                |
|  | zázvorníkotvaré (Zingiberales) |
|  |                                |

|  | smldincotvaré (Dioscoreales) |
|  |                              |
|  | pandánotvaré (Pandanales)    |
|  |                              |

|  | lipnicotvaré (Poales)                                                                           |
|  |                                                                                                 |
|  | \| \| křížatkotvaré (Commelinales) \| \| \| \| \| \| zázvorníkotvaré (Zingiberales) \| \| \| \| |
|  |                                                                                                 |
|  | křížatkotvaré (Commelinales)                                                                    |
|  |                                                                                                 |
|  | zázvorníkotvaré (Zingiberales)                                                                  |
|  |                                                                                                 |

|  | křížatkotvaré (Commelinales)   |
|  |                                |
|  | zázvorníkotvaré (Zingiberales) |
|  |                                |

|  | lipnicotvaré (Poales)                                                                           |
|  |                                                                                                 |
|  | \| \| křížatkotvaré (Commelinales) \| \| \| \| \| \| zázvorníkotvaré (Zingiberales) \| \| \| \| |
|  |                                                                                                 |
|  | křížatkotvaré (Commelinales)                                                                    |
|  |                                                                                                 |
|  | zázvorníkotvaré (Zingiberales)                                                                  |
|  |                                                                                                 |

|  | křížatkotvaré (Commelinales)   |
|  |                                |
|  | zázvorníkotvaré (Zingiberales) |
|  |                                |

|  | lipnicotvaré (Poales)                                                                           |
|  |                                                                                                 |
|  | \| \| křížatkotvaré (Commelinales) \| \| \| \| \| \| zázvorníkotvaré (Zingiberales) \| \| \| \| |
|  |                                                                                                 |
|  | křížatkotvaré (Commelinales)                                                                    |
|  |                                                                                                 |
|  | zázvorníkotvaré (Zingiberales)                                                                  |
|  |                                                                                                 |

|  | křížatkotvaré (Commelinales)   |
|  |                                |
|  | zázvorníkotvaré (Zingiberales) |
|  |                                |

|  | lipnicotvaré (Poales)                                                                           |
|  |                                                                                                 |
|  | \| \| křížatkotvaré (Commelinales) \| \| \| \| \| \| zázvorníkotvaré (Zingiberales) \| \| \| \| |
|  |                                                                                                 |
|  | křížatkotvaré (Commelinales)                                                                    |
|  |                                                                                                 |
|  | zázvorníkotvaré (Zingiberales)                                                                  |
|  |                                                                                                 |

|  | křížatkotvaré (Commelinales)   |
|  |                                |
|  | zázvorníkotvaré (Zingiberales) |
|  |                                |

|  | lipnicotvaré (Poales)                                                                           |
|  |                                                                                                 |
|  | \| \| křížatkotvaré (Commelinales) \| \| \| \| \| \| zázvorníkotvaré (Zingiberales) \| \| \| \| |
|  |                                                                                                 |
|  | křížatkotvaré (Commelinales)                                                                    |
|  |                                                                                                 |
|  | zázvorníkotvaré (Zingiberales)                                                                  |
|  |                                                                                                 |

|  | křížatkotvaré (Commelinales)   |
|  |                                |
|  | zázvorníkotvaré (Zingiberales) |
|  |                                |

|  | lipnicotvaré (Poales)                                                                           |
|  |                                                                                                 |
|  | \| \| křížatkotvaré (Commelinales) \| \| \| \| \| \| zázvorníkotvaré (Zingiberales) \| \| \| \| |
|  |                                                                                                 |
|  | křížatkotvaré (Commelinales)                                                                    |
|  |                                                                                                 |
|  | zázvorníkotvaré (Zingiberales)                                                                  |
|  |                                                                                                 |

|  | křížatkotvaré (Commelinales)   |
|  |                                |
|  | zázvorníkotvaré (Zingiberales) |
|  |                                |

|  | lipnicotvaré (Poales)                                                                           |
|  |                                                                                                 |
|  | \| \| křížatkotvaré (Commelinales) \| \| \| \| \| \| zázvorníkotvaré (Zingiberales) \| \| \| \| |
|  |                                                                                                 |
|  | křížatkotvaré (Commelinales)                                                                    |
|  |                                                                                                 |
|  | zázvorníkotvaré (Zingiberales)                                                                  |
|  |                                                                                                 |

|  | křížatkotvaré (Commelinales)   |
|  |                                |
|  | zázvorníkotvaré (Zingiberales) |
|  |                                |

|  | lipnicotvaré (Poales)                                                                           |
|  |                                                                                                 |
|  | \| \| křížatkotvaré (Commelinales) \| \| \| \| \| \| zázvorníkotvaré (Zingiberales) \| \| \| \| |
|  |                                                                                                 |
|  | křížatkotvaré (Commelinales)                                                                    |
|  |                                                                                                 |
|  | zázvorníkotvaré (Zingiberales)                                                                  |
|  |                                                                                                 |

|  | křížatkotvaré (Commelinales)   |
|  |                                |
|  | zázvorníkotvaré (Zingiberales) |
|  |                                |

|  | smldincotvaré (Dioscoreales) |
|  |                              |
|  | pandánotvaré (Pandanales)    |
|  |                              |

|  | lipnicotvaré (Poales)                                                                           |
|  |                                                                                                 |
|  | \| \| křížatkotvaré (Commelinales) \| \| \| \| \| \| zázvorníkotvaré (Zingiberales) \| \| \| \| |
|  |                                                                                                 |
|  | křížatkotvaré (Commelinales)                                                                    |
|  |                                                                                                 |
|  | zázvorníkotvaré (Zingiberales)                                                                  |
|  |                                                                                                 |

|  | křížatkotvaré (Commelinales)   |
|  |                                |
|  | zázvorníkotvaré (Zingiberales) |
|  |                                |

|  | lipnicotvaré (Poales)                                                                           |
|  |                                                                                                 |
|  | \| \| křížatkotvaré (Commelinales) \| \| \| \| \| \| zázvorníkotvaré (Zingiberales) \| \| \| \| |
|  |                                                                                                 |
|  | křížatkotvaré (Commelinales)                                                                    |
|  |                                                                                                 |
|  | zázvorníkotvaré (Zingiberales)                                                                  |
|  |                                                                                                 |

|  | křížatkotvaré (Commelinales)   |
|  |                                |
|  | zázvorníkotvaré (Zingiberales) |
|  |                                |

|  | lipnicotvaré (Poales)                                                                           |
|  |                                                                                                 |
|  | \| \| křížatkotvaré (Commelinales) \| \| \| \| \| \| zázvorníkotvaré (Zingiberales) \| \| \| \| |
|  |                                                                                                 |
|  | křížatkotvaré (Commelinales)                                                                    |
|  |                                                                                                 |
|  | zázvorníkotvaré (Zingiberales)                                                                  |
|  |                                                                                                 |

|  | křížatkotvaré (Commelinales)   |
|  |                                |
|  | zázvorníkotvaré (Zingiberales) |
|  |                                |

|  | lipnicotvaré (Poales)                                                                           |
|  |                                                                                                 |
|  | \| \| křížatkotvaré (Commelinales) \| \| \| \| \| \| zázvorníkotvaré (Zingiberales) \| \| \| \| |
|  |                                                                                                 |
|  | křížatkotvaré (Commelinales)                                                                    |
|  |                                                                                                 |
|  | zázvorníkotvaré (Zingiberales)                                                                  |
|  |                                                                                                 |

|  | křížatkotvaré (Commelinales)   |
|  |                                |
|  | zázvorníkotvaré (Zingiberales) |
|  |                                |

|  | lipnicotvaré (Poales)                                                                           |
|  |                                                                                                 |
|  | \| \| křížatkotvaré (Commelinales) \| \| \| \| \| \| zázvorníkotvaré (Zingiberales) \| \| \| \| |
|  |                                                                                                 |
|  | křížatkotvaré (Commelinales)                                                                    |
|  |                                                                                                 |
|  | zázvorníkotvaré (Zingiberales)                                                                  |
|  |                                                                                                 |

|  | křížatkotvaré (Commelinales)   |
|  |                                |
|  | zázvorníkotvaré (Zingiberales) |
|  |                                |

|  | lipnicotvaré (Poales)                                                                           |
|  |                                                                                                 |
|  | \| \| křížatkotvaré (Commelinales) \| \| \| \| \| \| zázvorníkotvaré (Zingiberales) \| \| \| \| |
|  |                                                                                                 |
|  | křížatkotvaré (Commelinales)                                                                    |
|  |                                                                                                 |
|  | zázvorníkotvaré (Zingiberales)                                                                  |
|  |                                                                                                 |

|  | křížatkotvaré (Commelinales)   |
|  |                                |
|  | zázvorníkotvaré (Zingiberales) |
|  |                                |

|  | lipnicotvaré (Poales)                                                                           |
|  |                                                                                                 |
|  | \| \| křížatkotvaré (Commelinales) \| \| \| \| \| \| zázvorníkotvaré (Zingiberales) \| \| \| \| |
|  |                                                                                                 |
|  | křížatkotvaré (Commelinales)                                                                    |
|  |                                                                                                 |
|  | zázvorníkotvaré (Zingiberales)                                                                  |
|  |                                                                                                 |

|  | křížatkotvaré (Commelinales)   |
|  |                                |
|  | zázvorníkotvaré (Zingiberales) |
|  |                                |

|  | lipnicotvaré (Poales)                                                                           |
|  |                                                                                                 |
|  | \| \| křížatkotvaré (Commelinales) \| \| \| \| \| \| zázvorníkotvaré (Zingiberales) \| \| \| \| |
|  |                                                                                                 |
|  | křížatkotvaré (Commelinales)                                                                    |
|  |                                                                                                 |
|  | zázvorníkotvaré (Zingiberales)                                                                  |
|  |                                                                                                 |

|  | křížatkotvaré (Commelinales)   |
|  |                                |
|  | zázvorníkotvaré (Zingiberales) |
|  |                                |

|  | smldincotvaré (Dioscoreales) |
|  |                              |
|  | pandánotvaré (Pandanales)    |
|  |                              |

|  | lipnicotvaré (Poales)                                                                           |
|  |                                                                                                 |
|  | \| \| křížatkotvaré (Commelinales) \| \| \| \| \| \| zázvorníkotvaré (Zingiberales) \| \| \| \| |
|  |                                                                                                 |
|  | křížatkotvaré (Commelinales)                                                                    |
|  |                                                                                                 |
|  | zázvorníkotvaré (Zingiberales)                                                                  |
|  |                                                                                                 |

|  | křížatkotvaré (Commelinales)   |
|  |                                |
|  | zázvorníkotvaré (Zingiberales) |
|  |                                |

|  | lipnicotvaré (Poales)                                                                           |
|  |                                                                                                 |
|  | \| \| křížatkotvaré (Commelinales) \| \| \| \| \| \| zázvorníkotvaré (Zingiberales) \| \| \| \| |
|  |                                                                                                 |
|  | křížatkotvaré (Commelinales)                                                                    |
|  |                                                                                                 |
|  | zázvorníkotvaré (Zingiberales)                                                                  |
|  |                                                                                                 |

|  | křížatkotvaré (Commelinales)   |
|  |                                |
|  | zázvorníkotvaré (Zingiberales) |
|  |                                |

|  | lipnicotvaré (Poales)                                                                           |
|  |                                                                                                 |
|  | \| \| křížatkotvaré (Commelinales) \| \| \| \| \| \| zázvorníkotvaré (Zingiberales) \| \| \| \| |
|  |                                                                                                 |
|  | křížatkotvaré (Commelinales)                                                                    |
|  |                                                                                                 |
|  | zázvorníkotvaré (Zingiberales)                                                                  |
|  |                                                                                                 |

|  | křížatkotvaré (Commelinales)   |
|  |                                |
|  | zázvorníkotvaré (Zingiberales) |
|  |                                |

|  | lipnicotvaré (Poales)                                                                           |
|  |                                                                                                 |
|  | \| \| křížatkotvaré (Commelinales) \| \| \| \| \| \| zázvorníkotvaré (Zingiberales) \| \| \| \| |
|  |                                                                                                 |
|  | křížatkotvaré (Commelinales)                                                                    |
|  |                                                                                                 |
|  | zázvorníkotvaré (Zingiberales)                                                                  |
|  |                                                                                                 |

|  | křížatkotvaré (Commelinales)   |
|  |                                |
|  | zázvorníkotvaré (Zingiberales) |
|  |                                |

|  | lipnicotvaré (Poales)                                                                           |
|  |                                                                                                 |
|  | \| \| křížatkotvaré (Commelinales) \| \| \| \| \| \| zázvorníkotvaré (Zingiberales) \| \| \| \| |
|  |                                                                                                 |
|  | křížatkotvaré (Commelinales)                                                                    |
|  |                                                                                                 |
|  | zázvorníkotvaré (Zingiberales)                                                                  |
|  |                                                                                                 |

|  | křížatkotvaré (Commelinales)   |
|  |                                |
|  | zázvorníkotvaré (Zingiberales) |
|  |                                |

|  | lipnicotvaré (Poales)                                                                           |
|  |                                                                                                 |
|  | \| \| křížatkotvaré (Commelinales) \| \| \| \| \| \| zázvorníkotvaré (Zingiberales) \| \| \| \| |
|  |                                                                                                 |
|  | křížatkotvaré (Commelinales)                                                                    |
|  |                                                                                                 |
|  | zázvorníkotvaré (Zingiberales)                                                                  |
|  |                                                                                                 |

|  | křížatkotvaré (Commelinales)   |
|  |                                |
|  | zázvorníkotvaré (Zingiberales) |
|  |                                |

|  | lipnicotvaré (Poales)                                                                           |
|  |                                                                                                 |
|  | \| \| křížatkotvaré (Commelinales) \| \| \| \| \| \| zázvorníkotvaré (Zingiberales) \| \| \| \| |
|  |                                                                                                 |
|  | křížatkotvaré (Commelinales)                                                                    |
|  |                                                                                                 |
|  | zázvorníkotvaré (Zingiberales)                                                                  |
|  |                                                                                                 |

|  | křížatkotvaré (Commelinales)   |
|  |                                |
|  | zázvorníkotvaré (Zingiberales) |
|  |                                |

|  | lipnicotvaré (Poales)                                                                           |
|  |                                                                                                 |
|  | \| \| křížatkotvaré (Commelinales) \| \| \| \| \| \| zázvorníkotvaré (Zingiberales) \| \| \| \| |
|  |                                                                                                 |
|  | křížatkotvaré (Commelinales)                                                                    |
|  |                                                                                                 |
|  | zázvorníkotvaré (Zingiberales)                                                                  |
|  |                                                                                                 |

|  | křížatkotvaré (Commelinales)   |
|  |                                |
|  | zázvorníkotvaré (Zingiberales) |
|  |                                |

|  | smldincotvaré (Dioscoreales) |
|  |                              |
|  | pandánotvaré (Pandanales)    |
|  |                              |

|  | lipnicotvaré (Poales)                                                                           |
|  |                                                                                                 |
|  | \| \| křížatkotvaré (Commelinales) \| \| \| \| \| \| zázvorníkotvaré (Zingiberales) \| \| \| \| |
|  |                                                                                                 |
|  | křížatkotvaré (Commelinales)                                                                    |
|  |                                                                                                 |
|  | zázvorníkotvaré (Zingiberales)                                                                  |
|  |                                                                                                 |

|  | křížatkotvaré (Commelinales)   |
|  |                                |
|  | zázvorníkotvaré (Zingiberales) |
|  |                                |

|  | lipnicotvaré (Poales)                                                                           |
|  |                                                                                                 |
|  | \| \| křížatkotvaré (Commelinales) \| \| \| \| \| \| zázvorníkotvaré (Zingiberales) \| \| \| \| |
|  |                                                                                                 |
|  | křížatkotvaré (Commelinales)                                                                    |
|  |                                                                                                 |
|  | zázvorníkotvaré (Zingiberales)                                                                  |
|  |                                                                                                 |

|  | křížatkotvaré (Commelinales)   |
|  |                                |
|  | zázvorníkotvaré (Zingiberales) |
|  |                                |

|  | lipnicotvaré (Poales)                                                                           |
|  |                                                                                                 |
|  | \| \| křížatkotvaré (Commelinales) \| \| \| \| \| \| zázvorníkotvaré (Zingiberales) \| \| \| \| |
|  |                                                                                                 |
|  | křížatkotvaré (Commelinales)                                                                    |
|  |                                                                                                 |
|  | zázvorníkotvaré (Zingiberales)                                                                  |
|  |                                                                                                 |

|  | křížatkotvaré (Commelinales)   |
|  |                                |
|  | zázvorníkotvaré (Zingiberales) |
|  |                                |

|  | lipnicotvaré (Poales)                                                                           |
|  |                                                                                                 |
|  | \| \| křížatkotvaré (Commelinales) \| \| \| \| \| \| zázvorníkotvaré (Zingiberales) \| \| \| \| |
|  |                                                                                                 |
|  | křížatkotvaré (Commelinales)                                                                    |
|  |                                                                                                 |
|  | zázvorníkotvaré (Zingiberales)                                                                  |
|  |                                                                                                 |

|  | křížatkotvaré (Commelinales)   |
|  |                                |
|  | zázvorníkotvaré (Zingiberales) |
|  |                                |

|  | lipnicotvaré (Poales)                                                                           |
|  |                                                                                                 |
|  | \| \| křížatkotvaré (Commelinales) \| \| \| \| \| \| zázvorníkotvaré (Zingiberales) \| \| \| \| |
|  |                                                                                                 |
|  | křížatkotvaré (Commelinales)                                                                    |
|  |                                                                                                 |
|  | zázvorníkotvaré (Zingiberales)                                                                  |
|  |                                                                                                 |

|  | křížatkotvaré (Commelinales)   |
|  |                                |
|  | zázvorníkotvaré (Zingiberales) |
|  |                                |

|  | lipnicotvaré (Poales)                                                                           |
|  |                                                                                                 |
|  | \| \| křížatkotvaré (Commelinales) \| \| \| \| \| \| zázvorníkotvaré (Zingiberales) \| \| \| \| |
|  |                                                                                                 |
|  | křížatkotvaré (Commelinales)                                                                    |
|  |                                                                                                 |
|  | zázvorníkotvaré (Zingiberales)                                                                  |
|  |                                                                                                 |

|  | křížatkotvaré (Commelinales)   |
|  |                                |
|  | zázvorníkotvaré (Zingiberales) |
|  |                                |

|  | lipnicotvaré (Poales)                                                                           |
|  |                                                                                                 |
|  | \| \| křížatkotvaré (Commelinales) \| \| \| \| \| \| zázvorníkotvaré (Zingiberales) \| \| \| \| |
|  |                                                                                                 |
|  | křížatkotvaré (Commelinales)                                                                    |
|  |                                                                                                 |
|  | zázvorníkotvaré (Zingiberales)                                                                  |
|  |                                                                                                 |

|  | křížatkotvaré (Commelinales)   |
|  |                                |
|  | zázvorníkotvaré (Zingiberales) |
|  |                                |

|  | lipnicotvaré (Poales)                                                                           |
|  |                                                                                                 |
|  | \| \| křížatkotvaré (Commelinales) \| \| \| \| \| \| zázvorníkotvaré (Zingiberales) \| \| \| \| |
|  |                                                                                                 |
|  | křížatkotvaré (Commelinales)                                                                    |
|  |                                                                                                 |
|  | zázvorníkotvaré (Zingiberales)                                                                  |
|  |                                                                                                 |

|  | křížatkotvaré (Commelinales)   |
|  |                                |
|  | zázvorníkotvaré (Zingiberales) |
|  |                                |

|  | smldincotvaré (Dioscoreales) |
|  |                              |
|  | pandánotvaré (Pandanales)    |
|  |                              |

|  | lipnicotvaré (Poales)                                                                           |
|  |                                                                                                 |
|  | \| \| křížatkotvaré (Commelinales) \| \| \| \| \| \| zázvorníkotvaré (Zingiberales) \| \| \| \| |
|  |                                                                                                 |
|  | křížatkotvaré (Commelinales)                                                                    |
|  |                                                                                                 |
|  | zázvorníkotvaré (Zingiberales)                                                                  |
|  |                                                                                                 |

|  | křížatkotvaré (Commelinales)   |
|  |                                |
|  | zázvorníkotvaré (Zingiberales) |
|  |                                |

|  | lipnicotvaré (Poales)                                                                           |
|  |                                                                                                 |
|  | \| \| křížatkotvaré (Commelinales) \| \| \| \| \| \| zázvorníkotvaré (Zingiberales) \| \| \| \| |
|  |                                                                                                 |
|  | křížatkotvaré (Commelinales)                                                                    |
|  |                                                                                                 |
|  | zázvorníkotvaré (Zingiberales)                                                                  |
|  |                                                                                                 |

|  | křížatkotvaré (Commelinales)   |
|  |                                |
|  | zázvorníkotvaré (Zingiberales) |
|  |                                |

|  | lipnicotvaré (Poales)                                                                           |
|  |                                                                                                 |
|  | \| \| křížatkotvaré (Commelinales) \| \| \| \| \| \| zázvorníkotvaré (Zingiberales) \| \| \| \| |
|  |                                                                                                 |
|  | křížatkotvaré (Commelinales)                                                                    |
|  |                                                                                                 |
|  | zázvorníkotvaré (Zingiberales)                                                                  |
|  |                                                                                                 |

|  | křížatkotvaré (Commelinales)   |
|  |                                |
|  | zázvorníkotvaré (Zingiberales) |
|  |                                |

|  | lipnicotvaré (Poales)                                                                           |
|  |                                                                                                 |
|  | \| \| křížatkotvaré (Commelinales) \| \| \| \| \| \| zázvorníkotvaré (Zingiberales) \| \| \| \| |
|  |                                                                                                 |
|  | křížatkotvaré (Commelinales)                                                                    |
|  |                                                                                                 |
|  | zázvorníkotvaré (Zingiberales)                                                                  |
|  |                                                                                                 |

|  | křížatkotvaré (Commelinales)   |
|  |                                |
|  | zázvorníkotvaré (Zingiberales) |
|  |                                |

|  | lipnicotvaré (Poales)                                                                           |
|  |                                                                                                 |
|  | \| \| křížatkotvaré (Commelinales) \| \| \| \| \| \| zázvorníkotvaré (Zingiberales) \| \| \| \| |
|  |                                                                                                 |
|  | křížatkotvaré (Commelinales)                                                                    |
|  |                                                                                                 |
|  | zázvorníkotvaré (Zingiberales)                                                                  |
|  |                                                                                                 |

|  | křížatkotvaré (Commelinales)   |
|  |                                |
|  | zázvorníkotvaré (Zingiberales) |
|  |                                |

|  | lipnicotvaré (Poales)                                                                           |
|  |                                                                                                 |
|  | \| \| křížatkotvaré (Commelinales) \| \| \| \| \| \| zázvorníkotvaré (Zingiberales) \| \| \| \| |
|  |                                                                                                 |
|  | křížatkotvaré (Commelinales)                                                                    |
|  |                                                                                                 |
|  | zázvorníkotvaré (Zingiberales)                                                                  |
|  |                                                                                                 |

|  | křížatkotvaré (Commelinales)   |
|  |                                |
|  | zázvorníkotvaré (Zingiberales) |
|  |                                |

|  | lipnicotvaré (Poales)                                                                           |
|  |                                                                                                 |
|  | \| \| křížatkotvaré (Commelinales) \| \| \| \| \| \| zázvorníkotvaré (Zingiberales) \| \| \| \| |
|  |                                                                                                 |
|  | křížatkotvaré (Commelinales)                                                                    |
|  |                                                                                                 |
|  | zázvorníkotvaré (Zingiberales)                                                                  |
|  |                                                                                                 |

|  | křížatkotvaré (Commelinales)   |
|  |                                |
|  | zázvorníkotvaré (Zingiberales) |
|  |                                |

|  | lipnicotvaré (Poales)                                                                           |
|  |                                                                                                 |
|  | \| \| křížatkotvaré (Commelinales) \| \| \| \| \| \| zázvorníkotvaré (Zingiberales) \| \| \| \| |
|  |                                                                                                 |
|  | křížatkotvaré (Commelinales)                                                                    |
|  |                                                                                                 |
|  | zázvorníkotvaré (Zingiberales)                                                                  |
|  |                                                                                                 |

|  | křížatkotvaré (Commelinales)   |
|  |                                |
|  | zázvorníkotvaré (Zingiberales) |
|  |                                |

|  | smldincotvaré (Dioscoreales) |
|  |                              |
|  | pandánotvaré (Pandanales)    |
|  |                              |

|  | lipnicotvaré (Poales)                                                                           |
|  |                                                                                                 |
|  | \| \| křížatkotvaré (Commelinales) \| \| \| \| \| \| zázvorníkotvaré (Zingiberales) \| \| \| \| |
|  |                                                                                                 |
|  | křížatkotvaré (Commelinales)                                                                    |
|  |                                                                                                 |
|  | zázvorníkotvaré (Zingiberales)                                                                  |
|  |                                                                                                 |

|  | křížatkotvaré (Commelinales)   |
|  |                                |
|  | zázvorníkotvaré (Zingiberales) |
|  |                                |

|  | lipnicotvaré (Poales)                                                                           |
|  |                                                                                                 |
|  | \| \| křížatkotvaré (Commelinales) \| \| \| \| \| \| zázvorníkotvaré (Zingiberales) \| \| \| \| |
|  |                                                                                                 |
|  | křížatkotvaré (Commelinales)                                                                    |
|  |                                                                                                 |
|  | zázvorníkotvaré (Zingiberales)                                                                  |
|  |                                                                                                 |

|  | křížatkotvaré (Commelinales)   |
|  |                                |
|  | zázvorníkotvaré (Zingiberales) |
|  |                                |

|  | lipnicotvaré (Poales)                                                                           |
|  |                                                                                                 |
|  | \| \| křížatkotvaré (Commelinales) \| \| \| \| \| \| zázvorníkotvaré (Zingiberales) \| \| \| \| |
|  |                                                                                                 |
|  | křížatkotvaré (Commelinales)                                                                    |
|  |                                                                                                 |
|  | zázvorníkotvaré (Zingiberales)                                                                  |
|  |                                                                                                 |

|  | křížatkotvaré (Commelinales)   |
|  |                                |
|  | zázvorníkotvaré (Zingiberales) |
|  |                                |

|  | lipnicotvaré (Poales)                                                                           |
|  |                                                                                                 |
|  | \| \| křížatkotvaré (Commelinales) \| \| \| \| \| \| zázvorníkotvaré (Zingiberales) \| \| \| \| |
|  |                                                                                                 |
|  | křížatkotvaré (Commelinales)                                                                    |
|  |                                                                                                 |
|  | zázvorníkotvaré (Zingiberales)                                                                  |
|  |                                                                                                 |

|  | křížatkotvaré (Commelinales)   |
|  |                                |
|  | zázvorníkotvaré (Zingiberales) |
|  |                                |

|  | lipnicotvaré (Poales)                                                                           |
|  |                                                                                                 |
|  | \| \| křížatkotvaré (Commelinales) \| \| \| \| \| \| zázvorníkotvaré (Zingiberales) \| \| \| \| |
|  |                                                                                                 |
|  | křížatkotvaré (Commelinales)                                                                    |
|  |                                                                                                 |
|  | zázvorníkotvaré (Zingiberales)                                                                  |
|  |                                                                                                 |

|  | křížatkotvaré (Commelinales)   |
|  |                                |
|  | zázvorníkotvaré (Zingiberales) |
|  |                                |

|  | lipnicotvaré (Poales)                                                                           |
|  |                                                                                                 |
|  | \| \| křížatkotvaré (Commelinales) \| \| \| \| \| \| zázvorníkotvaré (Zingiberales) \| \| \| \| |
|  |                                                                                                 |
|  | křížatkotvaré (Commelinales)                                                                    |
|  |                                                                                                 |
|  | zázvorníkotvaré (Zingiberales)                                                                  |
|  |                                                                                                 |

|  | křížatkotvaré (Commelinales)   |
|  |                                |
|  | zázvorníkotvaré (Zingiberales) |
|  |                                |

|  | lipnicotvaré (Poales)                                                                           |
|  |                                                                                                 |
|  | \| \| křížatkotvaré (Commelinales) \| \| \| \| \| \| zázvorníkotvaré (Zingiberales) \| \| \| \| |
|  |                                                                                                 |
|  | křížatkotvaré (Commelinales)                                                                    |
|  |                                                                                                 |
|  | zázvorníkotvaré (Zingiberales)                                                                  |
|  |                                                                                                 |

|  | křížatkotvaré (Commelinales)   |
|  |                                |
|  | zázvorníkotvaré (Zingiberales) |
|  |                                |

|  | lipnicotvaré (Poales)                                                                           |
|  |                                                                                                 |
|  | \| \| křížatkotvaré (Commelinales) \| \| \| \| \| \| zázvorníkotvaré (Zingiberales) \| \| \| \| |
|  |                                                                                                 |
|  | křížatkotvaré (Commelinales)                                                                    |
|  |                                                                                                 |
|  | zázvorníkotvaré (Zingiberales)                                                                  |
|  |                                                                                                 |

|  | křížatkotvaré (Commelinales)   |
|  |                                |
|  | zázvorníkotvaré (Zingiberales) |
|  |                                |

|  | smldincotvaré (Dioscoreales) |
|  |                              |
|  | pandánotvaré (Pandanales)    |
|  |                              |

|  | lipnicotvaré (Poales)                                                                           |
|  |                                                                                                 |
|  | \| \| křížatkotvaré (Commelinales) \| \| \| \| \| \| zázvorníkotvaré (Zingiberales) \| \| \| \| |
|  |                                                                                                 |
|  | křížatkotvaré (Commelinales)                                                                    |
|  |                                                                                                 |
|  | zázvorníkotvaré (Zingiberales)                                                                  |
|  |                                                                                                 |

|  | křížatkotvaré (Commelinales)   |
|  |                                |
|  | zázvorníkotvaré (Zingiberales) |
|  |                                |

|  | lipnicotvaré (Poales)                                                                           |
|  |                                                                                                 |
|  | \| \| křížatkotvaré (Commelinales) \| \| \| \| \| \| zázvorníkotvaré (Zingiberales) \| \| \| \| |
|  |                                                                                                 |
|  | křížatkotvaré (Commelinales)                                                                    |
|  |                                                                                                 |
|  | zázvorníkotvaré (Zingiberales)                                                                  |
|  |                                                                                                 |

|  | křížatkotvaré (Commelinales)   |
|  |                                |
|  | zázvorníkotvaré (Zingiberales) |
|  |                                |

|  | lipnicotvaré (Poales)                                                                           |
|  |                                                                                                 |
|  | \| \| křížatkotvaré (Commelinales) \| \| \| \| \| \| zázvorníkotvaré (Zingiberales) \| \| \| \| |
|  |                                                                                                 |
|  | křížatkotvaré (Commelinales)                                                                    |
|  |                                                                                                 |
|  | zázvorníkotvaré (Zingiberales)                                                                  |
|  |                                                                                                 |

|  | křížatkotvaré (Commelinales)   |
|  |                                |
|  | zázvorníkotvaré (Zingiberales) |
|  |                                |

|  | lipnicotvaré (Poales)                                                                           |
|  |                                                                                                 |
|  | \| \| křížatkotvaré (Commelinales) \| \| \| \| \| \| zázvorníkotvaré (Zingiberales) \| \| \| \| |
|  |                                                                                                 |
|  | křížatkotvaré (Commelinales)                                                                    |
|  |                                                                                                 |
|  | zázvorníkotvaré (Zingiberales)                                                                  |
|  |                                                                                                 |

|  | křížatkotvaré (Commelinales)   |
|  |                                |
|  | zázvorníkotvaré (Zingiberales) |
|  |                                |

|  | lipnicotvaré (Poales)                                                                           |
|  |                                                                                                 |
|  | \| \| křížatkotvaré (Commelinales) \| \| \| \| \| \| zázvorníkotvaré (Zingiberales) \| \| \| \| |
|  |                                                                                                 |
|  | křížatkotvaré (Commelinales)                                                                    |
|  |                                                                                                 |
|  | zázvorníkotvaré (Zingiberales)                                                                  |
|  |                                                                                                 |

|  | křížatkotvaré (Commelinales)   |
|  |                                |
|  | zázvorníkotvaré (Zingiberales) |
|  |                                |

|  | lipnicotvaré (Poales)                                                                           |
|  |                                                                                                 |
|  | \| \| křížatkotvaré (Commelinales) \| \| \| \| \| \| zázvorníkotvaré (Zingiberales) \| \| \| \| |
|  |                                                                                                 |
|  | křížatkotvaré (Commelinales)                                                                    |
|  |                                                                                                 |
|  | zázvorníkotvaré (Zingiberales)                                                                  |
|  |                                                                                                 |

|  | křížatkotvaré (Commelinales)   |
|  |                                |
|  | zázvorníkotvaré (Zingiberales) |
|  |                                |

|  | lipnicotvaré (Poales)                                                                           |
|  |                                                                                                 |
|  | \| \| křížatkotvaré (Commelinales) \| \| \| \| \| \| zázvorníkotvaré (Zingiberales) \| \| \| \| |
|  |                                                                                                 |
|  | křížatkotvaré (Commelinales)                                                                    |
|  |                                                                                                 |
|  | zázvorníkotvaré (Zingiberales)                                                                  |
|  |                                                                                                 |

|  | křížatkotvaré (Commelinales)   |
|  |                                |
|  | zázvorníkotvaré (Zingiberales) |
|  |                                |

|  | lipnicotvaré (Poales)                                                                           |
|  |                                                                                                 |
|  | \| \| křížatkotvaré (Commelinales) \| \| \| \| \| \| zázvorníkotvaré (Zingiberales) \| \| \| \| |
|  |                                                                                                 |
|  | křížatkotvaré (Commelinales)                                                                    |
|  |                                                                                                 |
|  | zázvorníkotvaré (Zingiberales)                                                                  |
|  |                                                                                                 |

|  | křížatkotvaré (Commelinales)   |
|  |                                |
|  | zázvorníkotvaré (Zingiberales) |
|  |                                |

|  | smldincotvaré (Dioscoreales) |
|  |                              |
|  | pandánotvaré (Pandanales)    |
|  |                              |

|  | lipnicotvaré (Poales)                                                                           |
|  |                                                                                                 |
|  | \| \| křížatkotvaré (Commelinales) \| \| \| \| \| \| zázvorníkotvaré (Zingiberales) \| \| \| \| |
|  |                                                                                                 |
|  | křížatkotvaré (Commelinales)                                                                    |
|  |                                                                                                 |
|  | zázvorníkotvaré (Zingiberales)                                                                  |
|  |                                                                                                 |

|  | křížatkotvaré (Commelinales)   |
|  |                                |
|  | zázvorníkotvaré (Zingiberales) |
|  |                                |

|  | lipnicotvaré (Poales)                                                                           |
|  |                                                                                                 |
|  | \| \| křížatkotvaré (Commelinales) \| \| \| \| \| \| zázvorníkotvaré (Zingiberales) \| \| \| \| |
|  |                                                                                                 |
|  | křížatkotvaré (Commelinales)                                                                    |
|  |                                                                                                 |
|  | zázvorníkotvaré (Zingiberales)                                                                  |
|  |                                                                                                 |

|  | křížatkotvaré (Commelinales)   |
|  |                                |
|  | zázvorníkotvaré (Zingiberales) |
|  |                                |

|  | lipnicotvaré (Poales)                                                                           |
|  |                                                                                                 |
|  | \| \| křížatkotvaré (Commelinales) \| \| \| \| \| \| zázvorníkotvaré (Zingiberales) \| \| \| \| |
|  |                                                                                                 |
|  | křížatkotvaré (Commelinales)                                                                    |
|  |                                                                                                 |
|  | zázvorníkotvaré (Zingiberales)                                                                  |
|  |                                                                                                 |

|  | křížatkotvaré (Commelinales)   |
|  |                                |
|  | zázvorníkotvaré (Zingiberales) |
|  |                                |

|  | lipnicotvaré (Poales)                                                                           |
|  |                                                                                                 |
|  | \| \| křížatkotvaré (Commelinales) \| \| \| \| \| \| zázvorníkotvaré (Zingiberales) \| \| \| \| |
|  |                                                                                                 |
|  | křížatkotvaré (Commelinales)                                                                    |
|  |                                                                                                 |
|  | zázvorníkotvaré (Zingiberales)                                                                  |
|  |                                                                                                 |

|  | křížatkotvaré (Commelinales)   |
|  |                                |
|  | zázvorníkotvaré (Zingiberales) |
|  |                                |

|  | lipnicotvaré (Poales)                                                                           |
|  |                                                                                                 |
|  | \| \| křížatkotvaré (Commelinales) \| \| \| \| \| \| zázvorníkotvaré (Zingiberales) \| \| \| \| |
|  |                                                                                                 |
|  | křížatkotvaré (Commelinales)                                                                    |
|  |                                                                                                 |
|  | zázvorníkotvaré (Zingiberales)                                                                  |
|  |                                                                                                 |

|  | křížatkotvaré (Commelinales)   |
|  |                                |
|  | zázvorníkotvaré (Zingiberales) |
|  |                                |

|  | lipnicotvaré (Poales)                                                                           |
|  |                                                                                                 |
|  | \| \| křížatkotvaré (Commelinales) \| \| \| \| \| \| zázvorníkotvaré (Zingiberales) \| \| \| \| |
|  |                                                                                                 |
|  | křížatkotvaré (Commelinales)                                                                    |
|  |                                                                                                 |
|  | zázvorníkotvaré (Zingiberales)                                                                  |
|  |                                                                                                 |

|  | křížatkotvaré (Commelinales)   |
|  |                                |
|  | zázvorníkotvaré (Zingiberales) |
|  |                                |

|  | lipnicotvaré (Poales)                                                                           |
|  |                                                                                                 |
|  | \| \| křížatkotvaré (Commelinales) \| \| \| \| \| \| zázvorníkotvaré (Zingiberales) \| \| \| \| |
|  |                                                                                                 |
|  | křížatkotvaré (Commelinales)                                                                    |
|  |                                                                                                 |
|  | zázvorníkotvaré (Zingiberales)                                                                  |
|  |                                                                                                 |

|  | křížatkotvaré (Commelinales)   |
|  |                                |
|  | zázvorníkotvaré (Zingiberales) |
|  |                                |

|  | lipnicotvaré (Poales)                                                                           |
|  |                                                                                                 |
|  | \| \| křížatkotvaré (Commelinales) \| \| \| \| \| \| zázvorníkotvaré (Zingiberales) \| \| \| \| |
|  |                                                                                                 |
|  | křížatkotvaré (Commelinales)                                                                    |
|  |                                                                                                 |
|  | zázvorníkotvaré (Zingiberales)                                                                  |
|  |                                                                                                 |

|  | křížatkotvaré (Commelinales)   |
|  |                                |
|  | zázvorníkotvaré (Zingiberales) |
|  |                                |

|  | smldincotvaré (Dioscoreales) |
|  |                              |
|  | pandánotvaré (Pandanales)    |
|  |                              |

|  | lipnicotvaré (Poales)                                                                           |
|  |                                                                                                 |
|  | \| \| křížatkotvaré (Commelinales) \| \| \| \| \| \| zázvorníkotvaré (Zingiberales) \| \| \| \| |
|  |                                                                                                 |
|  | křížatkotvaré (Commelinales)                                                                    |
|  |                                                                                                 |
|  | zázvorníkotvaré (Zingiberales)                                                                  |
|  |                                                                                                 |

|  | křížatkotvaré (Commelinales)   |
|  |                                |
|  | zázvorníkotvaré (Zingiberales) |
|  |                                |

|  | lipnicotvaré (Poales)                                                                           |
|  |                                                                                                 |
|  | \| \| křížatkotvaré (Commelinales) \| \| \| \| \| \| zázvorníkotvaré (Zingiberales) \| \| \| \| |
|  |                                                                                                 |
|  | křížatkotvaré (Commelinales)                                                                    |
|  |                                                                                                 |
|  | zázvorníkotvaré (Zingiberales)                                                                  |
|  |                                                                                                 |

|  | křížatkotvaré (Commelinales)   |
|  |                                |
|  | zázvorníkotvaré (Zingiberales) |
|  |                                |

|  | lipnicotvaré (Poales)                                                                           |
|  |                                                                                                 |
|  | \| \| křížatkotvaré (Commelinales) \| \| \| \| \| \| zázvorníkotvaré (Zingiberales) \| \| \| \| |
|  |                                                                                                 |
|  | křížatkotvaré (Commelinales)                                                                    |
|  |                                                                                                 |
|  | zázvorníkotvaré (Zingiberales)                                                                  |
|  |                                                                                                 |

|  | křížatkotvaré (Commelinales)   |
|  |                                |
|  | zázvorníkotvaré (Zingiberales) |
|  |                                |

|  | lipnicotvaré (Poales)                                                                           |
|  |                                                                                                 |
|  | \| \| křížatkotvaré (Commelinales) \| \| \| \| \| \| zázvorníkotvaré (Zingiberales) \| \| \| \| |
|  |                                                                                                 |
|  | křížatkotvaré (Commelinales)                                                                    |
|  |                                                                                                 |
|  | zázvorníkotvaré (Zingiberales)                                                                  |
|  |                                                                                                 |

|  | křížatkotvaré (Commelinales)   |
|  |                                |
|  | zázvorníkotvaré (Zingiberales) |
|  |                                |

|  | lipnicotvaré (Poales)                                                                           |
|  |                                                                                                 |
|  | \| \| křížatkotvaré (Commelinales) \| \| \| \| \| \| zázvorníkotvaré (Zingiberales) \| \| \| \| |
|  |                                                                                                 |
|  | křížatkotvaré (Commelinales)                                                                    |
|  |                                                                                                 |
|  | zázvorníkotvaré (Zingiberales)                                                                  |
|  |                                                                                                 |

|  | křížatkotvaré (Commelinales)   |
|  |                                |
|  | zázvorníkotvaré (Zingiberales) |
|  |                                |

|  | lipnicotvaré (Poales)                                                                           |
|  |                                                                                                 |
|  | \| \| křížatkotvaré (Commelinales) \| \| \| \| \| \| zázvorníkotvaré (Zingiberales) \| \| \| \| |
|  |                                                                                                 |
|  | křížatkotvaré (Commelinales)                                                                    |
|  |                                                                                                 |
|  | zázvorníkotvaré (Zingiberales)                                                                  |
|  |                                                                                                 |

|  | křížatkotvaré (Commelinales)   |
|  |                                |
|  | zázvorníkotvaré (Zingiberales) |
|  |                                |

|  | lipnicotvaré (Poales)                                                                           |
|  |                                                                                                 |
|  | \| \| křížatkotvaré (Commelinales) \| \| \| \| \| \| zázvorníkotvaré (Zingiberales) \| \| \| \| |
|  |                                                                                                 |
|  | křížatkotvaré (Commelinales)                                                                    |
|  |                                                                                                 |
|  | zázvorníkotvaré (Zingiberales)                                                                  |
|  |                                                                                                 |

|  | křížatkotvaré (Commelinales)   |
|  |                                |
|  | zázvorníkotvaré (Zingiberales) |
|  |                                |

|  | lipnicotvaré (Poales)                                                                           |
|  |                                                                                                 |
|  | \| \| křížatkotvaré (Commelinales) \| \| \| \| \| \| zázvorníkotvaré (Zingiberales) \| \| \| \| |
|  |                                                                                                 |
|  | křížatkotvaré (Commelinales)                                                                    |
|  |                                                                                                 |
|  | zázvorníkotvaré (Zingiberales)                                                                  |
|  |                                                                                                 |

|  | křížatkotvaré (Commelinales)   |
|  |                                |
|  | zázvorníkotvaré (Zingiberales) |
|  |                                |

|  | smldincotvaré (Dioscoreales) |
|  |                              |
|  | pandánotvaré (Pandanales)    |
|  |                              |

|  | lipnicotvaré (Poales)                                                                           |
|  |                                                                                                 |
|  | \| \| křížatkotvaré (Commelinales) \| \| \| \| \| \| zázvorníkotvaré (Zingiberales) \| \| \| \| |
|  |                                                                                                 |
|  | křížatkotvaré (Commelinales)                                                                    |
|  |                                                                                                 |
|  | zázvorníkotvaré (Zingiberales)                                                                  |
|  |                                                                                                 |

|  | křížatkotvaré (Commelinales)   |
|  |                                |
|  | zázvorníkotvaré (Zingiberales) |
|  |                                |

|  | lipnicotvaré (Poales)                                                                           |
|  |                                                                                                 |
|  | \| \| křížatkotvaré (Commelinales) \| \| \| \| \| \| zázvorníkotvaré (Zingiberales) \| \| \| \| |
|  |                                                                                                 |
|  | křížatkotvaré (Commelinales)                                                                    |
|  |                                                                                                 |
|  | zázvorníkotvaré (Zingiberales)                                                                  |
|  |                                                                                                 |

|  | křížatkotvaré (Commelinales)   |
|  |                                |
|  | zázvorníkotvaré (Zingiberales) |
|  |                                |

|  | lipnicotvaré (Poales)                                                                           |
|  |                                                                                                 |
|  | \| \| křížatkotvaré (Commelinales) \| \| \| \| \| \| zázvorníkotvaré (Zingiberales) \| \| \| \| |
|  |                                                                                                 |
|  | křížatkotvaré (Commelinales)                                                                    |
|  |                                                                                                 |
|  | zázvorníkotvaré (Zingiberales)                                                                  |
|  |                                                                                                 |

|  | křížatkotvaré (Commelinales)   |
|  |                                |
|  | zázvorníkotvaré (Zingiberales) |
|  |                                |

|  | lipnicotvaré (Poales)                                                                           |
|  |                                                                                                 |
|  | \| \| křížatkotvaré (Commelinales) \| \| \| \| \| \| zázvorníkotvaré (Zingiberales) \| \| \| \| |
|  |                                                                                                 |
|  | křížatkotvaré (Commelinales)                                                                    |
|  |                                                                                                 |
|  | zázvorníkotvaré (Zingiberales)                                                                  |
|  |                                                                                                 |

|  | křížatkotvaré (Commelinales)   |
|  |                                |
|  | zázvorníkotvaré (Zingiberales) |
|  |                                |

|  | lipnicotvaré (Poales)                                                                           |
|  |                                                                                                 |
|  | \| \| křížatkotvaré (Commelinales) \| \| \| \| \| \| zázvorníkotvaré (Zingiberales) \| \| \| \| |
|  |                                                                                                 |
|  | křížatkotvaré (Commelinales)                                                                    |
|  |                                                                                                 |
|  | zázvorníkotvaré (Zingiberales)                                                                  |
|  |                                                                                                 |

|  | křížatkotvaré (Commelinales)   |
|  |                                |
|  | zázvorníkotvaré (Zingiberales) |
|  |                                |

|  | lipnicotvaré (Poales)                                                                           |
|  |                                                                                                 |
|  | \| \| křížatkotvaré (Commelinales) \| \| \| \| \| \| zázvorníkotvaré (Zingiberales) \| \| \| \| |
|  |                                                                                                 |
|  | křížatkotvaré (Commelinales)                                                                    |
|  |                                                                                                 |
|  | zázvorníkotvaré (Zingiberales)                                                                  |
|  |                                                                                                 |

|  | křížatkotvaré (Commelinales)   |
|  |                                |
|  | zázvorníkotvaré (Zingiberales) |
|  |                                |

|  | lipnicotvaré (Poales)                                                                           |
|  |                                                                                                 |
|  | \| \| křížatkotvaré (Commelinales) \| \| \| \| \| \| zázvorníkotvaré (Zingiberales) \| \| \| \| |
|  |                                                                                                 |
|  | křížatkotvaré (Commelinales)                                                                    |
|  |                                                                                                 |
|  | zázvorníkotvaré (Zingiberales)                                                                  |
|  |                                                                                                 |

|  | křížatkotvaré (Commelinales)   |
|  |                                |
|  | zázvorníkotvaré (Zingiberales) |
|  |                                |

|  | lipnicotvaré (Poales)                                                                           |
|  |                                                                                                 |
|  | \| \| křížatkotvaré (Commelinales) \| \| \| \| \| \| zázvorníkotvaré (Zingiberales) \| \| \| \| |
|  |                                                                                                 |
|  | křížatkotvaré (Commelinales)                                                                    |
|  |                                                                                                 |
|  | zázvorníkotvaré (Zingiberales)                                                                  |
|  |                                                                                                 |

|  | křížatkotvaré (Commelinales)   |
|  |                                |
|  | zázvorníkotvaré (Zingiberales) |
|  |                                |

|  | smldincotvaré (Dioscoreales) |
|  |                              |
|  | pandánotvaré (Pandanales)    |
|  |                              |

|  | lipnicotvaré (Poales)                                                                           |
|  |                                                                                                 |
|  | \| \| křížatkotvaré (Commelinales) \| \| \| \| \| \| zázvorníkotvaré (Zingiberales) \| \| \| \| |
|  |                                                                                                 |
|  | křížatkotvaré (Commelinales)                                                                    |
|  |                                                                                                 |
|  | zázvorníkotvaré (Zingiberales)                                                                  |
|  |                                                                                                 |

|  | křížatkotvaré (Commelinales)   |
|  |                                |
|  | zázvorníkotvaré (Zingiberales) |
|  |                                |

|  | lipnicotvaré (Poales)                                                                           |
|  |                                                                                                 |
|  | \| \| křížatkotvaré (Commelinales) \| \| \| \| \| \| zázvorníkotvaré (Zingiberales) \| \| \| \| |
|  |                                                                                                 |
|  | křížatkotvaré (Commelinales)                                                                    |
|  |                                                                                                 |
|  | zázvorníkotvaré (Zingiberales)                                                                  |
|  |                                                                                                 |

|  | křížatkotvaré (Commelinales)   |
|  |                                |
|  | zázvorníkotvaré (Zingiberales) |
|  |                                |

|  | lipnicotvaré (Poales)                                                                           |
|  |                                                                                                 |
|  | \| \| křížatkotvaré (Commelinales) \| \| \| \| \| \| zázvorníkotvaré (Zingiberales) \| \| \| \| |
|  |                                                                                                 |
|  | křížatkotvaré (Commelinales)                                                                    |
|  |                                                                                                 |
|  | zázvorníkotvaré (Zingiberales)                                                                  |
|  |                                                                                                 |

|  | křížatkotvaré (Commelinales)   |
|  |                                |
|  | zázvorníkotvaré (Zingiberales) |
|  |                                |

|  | lipnicotvaré (Poales)                                                                           |
|  |                                                                                                 |
|  | \| \| křížatkotvaré (Commelinales) \| \| \| \| \| \| zázvorníkotvaré (Zingiberales) \| \| \| \| |
|  |                                                                                                 |
|  | křížatkotvaré (Commelinales)                                                                    |
|  |                                                                                                 |
|  | zázvorníkotvaré (Zingiberales)                                                                  |
|  |                                                                                                 |

|  | křížatkotvaré (Commelinales)   |
|  |                                |
|  | zázvorníkotvaré (Zingiberales) |
|  |                                |

|  | lipnicotvaré (Poales)                                                                           |
|  |                                                                                                 |
|  | \| \| křížatkotvaré (Commelinales) \| \| \| \| \| \| zázvorníkotvaré (Zingiberales) \| \| \| \| |
|  |                                                                                                 |
|  | křížatkotvaré (Commelinales)                                                                    |
|  |                                                                                                 |
|  | zázvorníkotvaré (Zingiberales)                                                                  |
|  |                                                                                                 |

|  | křížatkotvaré (Commelinales)   |
|  |                                |
|  | zázvorníkotvaré (Zingiberales) |
|  |                                |

|  | lipnicotvaré (Poales)                                                                           |
|  |                                                                                                 |
|  | \| \| křížatkotvaré (Commelinales) \| \| \| \| \| \| zázvorníkotvaré (Zingiberales) \| \| \| \| |
|  |                                                                                                 |
|  | křížatkotvaré (Commelinales)                                                                    |
|  |                                                                                                 |
|  | zázvorníkotvaré (Zingiberales)                                                                  |
|  |                                                                                                 |

|  | křížatkotvaré (Commelinales)   |
|  |                                |
|  | zázvorníkotvaré (Zingiberales) |
|  |                                |

|  | lipnicotvaré (Poales)                                                                           |
|  |                                                                                                 |
|  | \| \| křížatkotvaré (Commelinales) \| \| \| \| \| \| zázvorníkotvaré (Zingiberales) \| \| \| \| |
|  |                                                                                                 |
|  | křížatkotvaré (Commelinales)                                                                    |
|  |                                                                                                 |
|  | zázvorníkotvaré (Zingiberales)                                                                  |
|  |                                                                                                 |

|  | křížatkotvaré (Commelinales)   |
|  |                                |
|  | zázvorníkotvaré (Zingiberales) |
|  |                                |

|  | lipnicotvaré (Poales)                                                                           |
|  |                                                                                                 |
|  | \| \| křížatkotvaré (Commelinales) \| \| \| \| \| \| zázvorníkotvaré (Zingiberales) \| \| \| \| |
|  |                                                                                                 |
|  | křížatkotvaré (Commelinales)                                                                    |
|  |                                                                                                 |
|  | zázvorníkotvaré (Zingiberales)                                                                  |
|  |                                                                                                 |

|  | křížatkotvaré (Commelinales)   |
|  |                                |
|  | zázvorníkotvaré (Zingiberales) |
|  |                                |

|  | smldincotvaré (Dioscoreales) |
|  |                              |
|  | pandánotvaré (Pandanales)    |
|  |                              |

|  | lipnicotvaré (Poales)                                                                           |
|  |                                                                                                 |
|  | \| \| křížatkotvaré (Commelinales) \| \| \| \| \| \| zázvorníkotvaré (Zingiberales) \| \| \| \| |
|  |                                                                                                 |
|  | křížatkotvaré (Commelinales)                                                                    |
|  |                                                                                                 |
|  | zázvorníkotvaré (Zingiberales)                                                                  |
|  |                                                                                                 |

|  | křížatkotvaré (Commelinales)   |
|  |                                |
|  | zázvorníkotvaré (Zingiberales) |
|  |                                |

|  | lipnicotvaré (Poales)                                                                           |
|  |                                                                                                 |
|  | \| \| křížatkotvaré (Commelinales) \| \| \| \| \| \| zázvorníkotvaré (Zingiberales) \| \| \| \| |
|  |                                                                                                 |
|  | křížatkotvaré (Commelinales)                                                                    |
|  |                                                                                                 |
|  | zázvorníkotvaré (Zingiberales)                                                                  |
|  |                                                                                                 |

|  | křížatkotvaré (Commelinales)   |
|  |                                |
|  | zázvorníkotvaré (Zingiberales) |
|  |                                |

|  | lipnicotvaré (Poales)                                                                           |
|  |                                                                                                 |
|  | \| \| křížatkotvaré (Commelinales) \| \| \| \| \| \| zázvorníkotvaré (Zingiberales) \| \| \| \| |
|  |                                                                                                 |
|  | křížatkotvaré (Commelinales)                                                                    |
|  |                                                                                                 |
|  | zázvorníkotvaré (Zingiberales)                                                                  |
|  |                                                                                                 |

|  | křížatkotvaré (Commelinales)   |
|  |                                |
|  | zázvorníkotvaré (Zingiberales) |
|  |                                |

|  | lipnicotvaré (Poales)                                                                           |
|  |                                                                                                 |
|  | \| \| křížatkotvaré (Commelinales) \| \| \| \| \| \| zázvorníkotvaré (Zingiberales) \| \| \| \| |
|  |                                                                                                 |
|  | křížatkotvaré (Commelinales)                                                                    |
|  |                                                                                                 |
|  | zázvorníkotvaré (Zingiberales)                                                                  |
|  |                                                                                                 |

|  | křížatkotvaré (Commelinales)   |
|  |                                |
|  | zázvorníkotvaré (Zingiberales) |
|  |                                |

|  | lipnicotvaré (Poales)                                                                           |
|  |                                                                                                 |
|  | \| \| křížatkotvaré (Commelinales) \| \| \| \| \| \| zázvorníkotvaré (Zingiberales) \| \| \| \| |
|  |                                                                                                 |
|  | křížatkotvaré (Commelinales)                                                                    |
|  |                                                                                                 |
|  | zázvorníkotvaré (Zingiberales)                                                                  |
|  |                                                                                                 |

|  | křížatkotvaré (Commelinales)   |
|  |                                |
|  | zázvorníkotvaré (Zingiberales) |
|  |                                |

|  | lipnicotvaré (Poales)                                                                           |
|  |                                                                                                 |
|  | \| \| křížatkotvaré (Commelinales) \| \| \| \| \| \| zázvorníkotvaré (Zingiberales) \| \| \| \| |
|  |                                                                                                 |
|  | křížatkotvaré (Commelinales)                                                                    |
|  |                                                                                                 |
|  | zázvorníkotvaré (Zingiberales)                                                                  |
|  |                                                                                                 |

|  | křížatkotvaré (Commelinales)   |
|  |                                |
|  | zázvorníkotvaré (Zingiberales) |
|  |                                |

|  | lipnicotvaré (Poales)                                                                           |
|  |                                                                                                 |
|  | \| \| křížatkotvaré (Commelinales) \| \| \| \| \| \| zázvorníkotvaré (Zingiberales) \| \| \| \| |
|  |                                                                                                 |
|  | křížatkotvaré (Commelinales)                                                                    |
|  |                                                                                                 |
|  | zázvorníkotvaré (Zingiberales)                                                                  |
|  |                                                                                                 |

|  | křížatkotvaré (Commelinales)   |
|  |                                |
|  | zázvorníkotvaré (Zingiberales) |
|  |                                |

|  | lipnicotvaré (Poales)                                                                           |
|  |                                                                                                 |
|  | \| \| křížatkotvaré (Commelinales) \| \| \| \| \| \| zázvorníkotvaré (Zingiberales) \| \| \| \| |
|  |                                                                                                 |
|  | křížatkotvaré (Commelinales)                                                                    |
|  |                                                                                                 |
|  | zázvorníkotvaré (Zingiberales)                                                                  |
|  |                                                                                                 |

|  | křížatkotvaré (Commelinales)   |
|  |                                |
|  | zázvorníkotvaré (Zingiberales) |
|  |                                |

|  | smldincotvaré (Dioscoreales) |
|  |                              |
|  | pandánotvaré (Pandanales)    |
|  |                              |

|  | lipnicotvaré (Poales)                                                                           |
|  |                                                                                                 |
|  | \| \| křížatkotvaré (Commelinales) \| \| \| \| \| \| zázvorníkotvaré (Zingiberales) \| \| \| \| |
|  |                                                                                                 |
|  | křížatkotvaré (Commelinales)                                                                    |
|  |                                                                                                 |
|  | zázvorníkotvaré (Zingiberales)                                                                  |
|  |                                                                                                 |

|  | křížatkotvaré (Commelinales)   |
|  |                                |
|  | zázvorníkotvaré (Zingiberales) |
|  |                                |

|  | lipnicotvaré (Poales)                                                                           |
|  |                                                                                                 |
|  | \| \| křížatkotvaré (Commelinales) \| \| \| \| \| \| zázvorníkotvaré (Zingiberales) \| \| \| \| |
|  |                                                                                                 |
|  | křížatkotvaré (Commelinales)                                                                    |
|  |                                                                                                 |
|  | zázvorníkotvaré (Zingiberales)                                                                  |
|  |                                                                                                 |

|  | křížatkotvaré (Commelinales)   |
|  |                                |
|  | zázvorníkotvaré (Zingiberales) |
|  |                                |

|  | lipnicotvaré (Poales)                                                                           |
|  |                                                                                                 |
|  | \| \| křížatkotvaré (Commelinales) \| \| \| \| \| \| zázvorníkotvaré (Zingiberales) \| \| \| \| |
|  |                                                                                                 |
|  | křížatkotvaré (Commelinales)                                                                    |
|  |                                                                                                 |
|  | zázvorníkotvaré (Zingiberales)                                                                  |
|  |                                                                                                 |

|  | křížatkotvaré (Commelinales)   |
|  |                                |
|  | zázvorníkotvaré (Zingiberales) |
|  |                                |

|  | lipnicotvaré (Poales)                                                                           |
|  |                                                                                                 |
|  | \| \| křížatkotvaré (Commelinales) \| \| \| \| \| \| zázvorníkotvaré (Zingiberales) \| \| \| \| |
|  |                                                                                                 |
|  | křížatkotvaré (Commelinales)                                                                    |
|  |                                                                                                 |
|  | zázvorníkotvaré (Zingiberales)                                                                  |
|  |                                                                                                 |

|  | křížatkotvaré (Commelinales)   |
|  |                                |
|  | zázvorníkotvaré (Zingiberales) |
|  |                                |

|  | lipnicotvaré (Poales)                                                                           |
|  |                                                                                                 |
|  | \| \| křížatkotvaré (Commelinales) \| \| \| \| \| \| zázvorníkotvaré (Zingiberales) \| \| \| \| |
|  |                                                                                                 |
|  | křížatkotvaré (Commelinales)                                                                    |
|  |                                                                                                 |
|  | zázvorníkotvaré (Zingiberales)                                                                  |
|  |                                                                                                 |

|  | křížatkotvaré (Commelinales)   |
|  |                                |
|  | zázvorníkotvaré (Zingiberales) |
|  |                                |

|  | lipnicotvaré (Poales)                                                                           |
|  |                                                                                                 |
|  | \| \| křížatkotvaré (Commelinales) \| \| \| \| \| \| zázvorníkotvaré (Zingiberales) \| \| \| \| |
|  |                                                                                                 |
|  | křížatkotvaré (Commelinales)                                                                    |
|  |                                                                                                 |
|  | zázvorníkotvaré (Zingiberales)                                                                  |
|  |                                                                                                 |

|  | křížatkotvaré (Commelinales)   |
|  |                                |
|  | zázvorníkotvaré (Zingiberales) |
|  |                                |

|  | lipnicotvaré (Poales)                                                                           |
|  |                                                                                                 |
|  | \| \| křížatkotvaré (Commelinales) \| \| \| \| \| \| zázvorníkotvaré (Zingiberales) \| \| \| \| |
|  |                                                                                                 |
|  | křížatkotvaré (Commelinales)                                                                    |
|  |                                                                                                 |
|  | zázvorníkotvaré (Zingiberales)                                                                  |
|  |                                                                                                 |

|  | křížatkotvaré (Commelinales)   |
|  |                                |
|  | zázvorníkotvaré (Zingiberales) |
|  |                                |

|  | lipnicotvaré (Poales)                                                                           |
|  |                                                                                                 |
|  | \| \| křížatkotvaré (Commelinales) \| \| \| \| \| \| zázvorníkotvaré (Zingiberales) \| \| \| \| |
|  |                                                                                                 |
|  | křížatkotvaré (Commelinales)                                                                    |
|  |                                                                                                 |
|  | zázvorníkotvaré (Zingiberales)                                                                  |
|  |                                                                                                 |

|  | křížatkotvaré (Commelinales)   |
|  |                                |
|  | zázvorníkotvaré (Zingiberales) |
|  |                                |